# Powstanie styczniowe

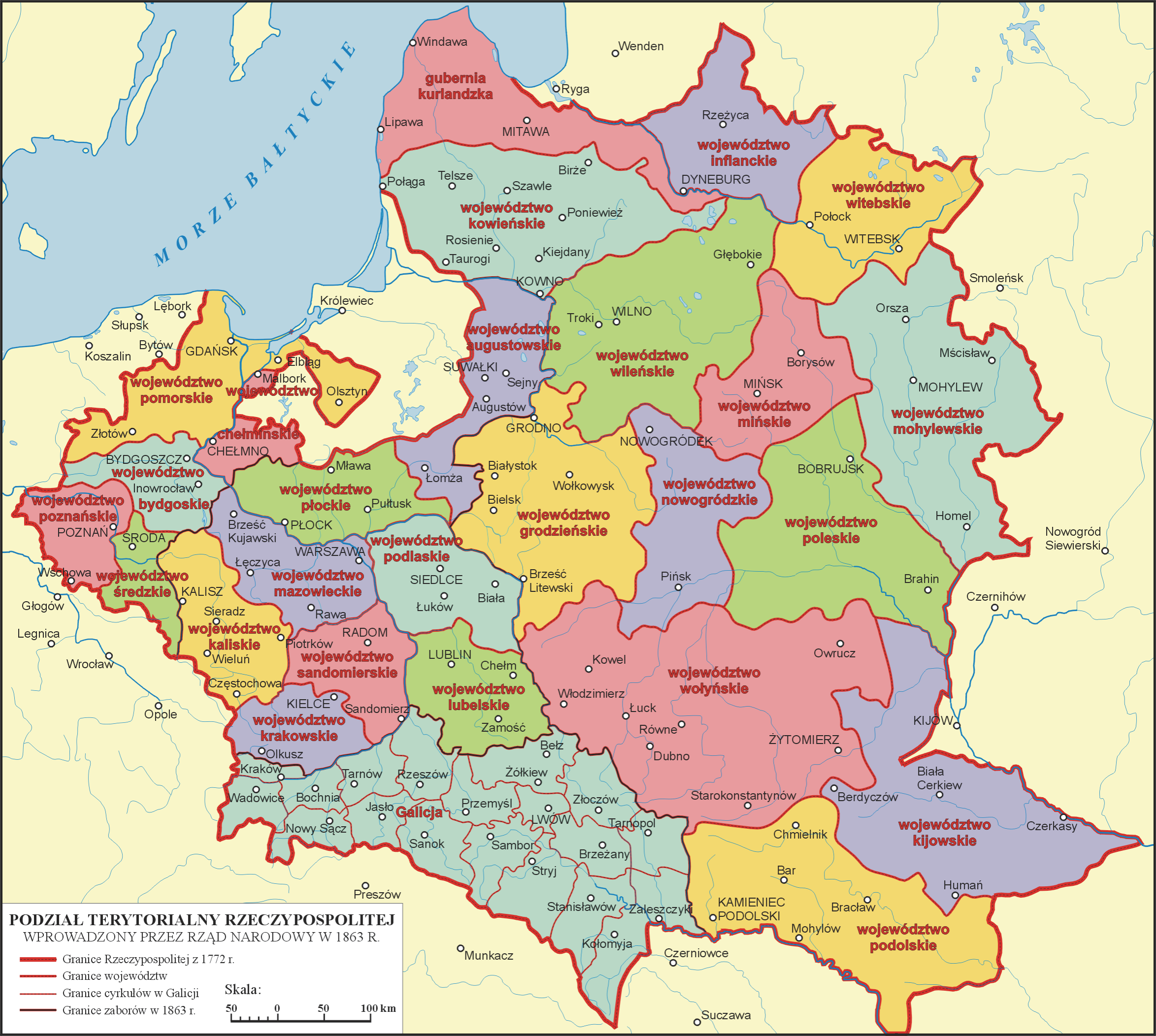
Podział administracyjny Rzeczypospolitej w granicach przedrozbiorowych wprowadzony przez Rząd Narodowy w czasie powstania styczniowego w 1863 roku

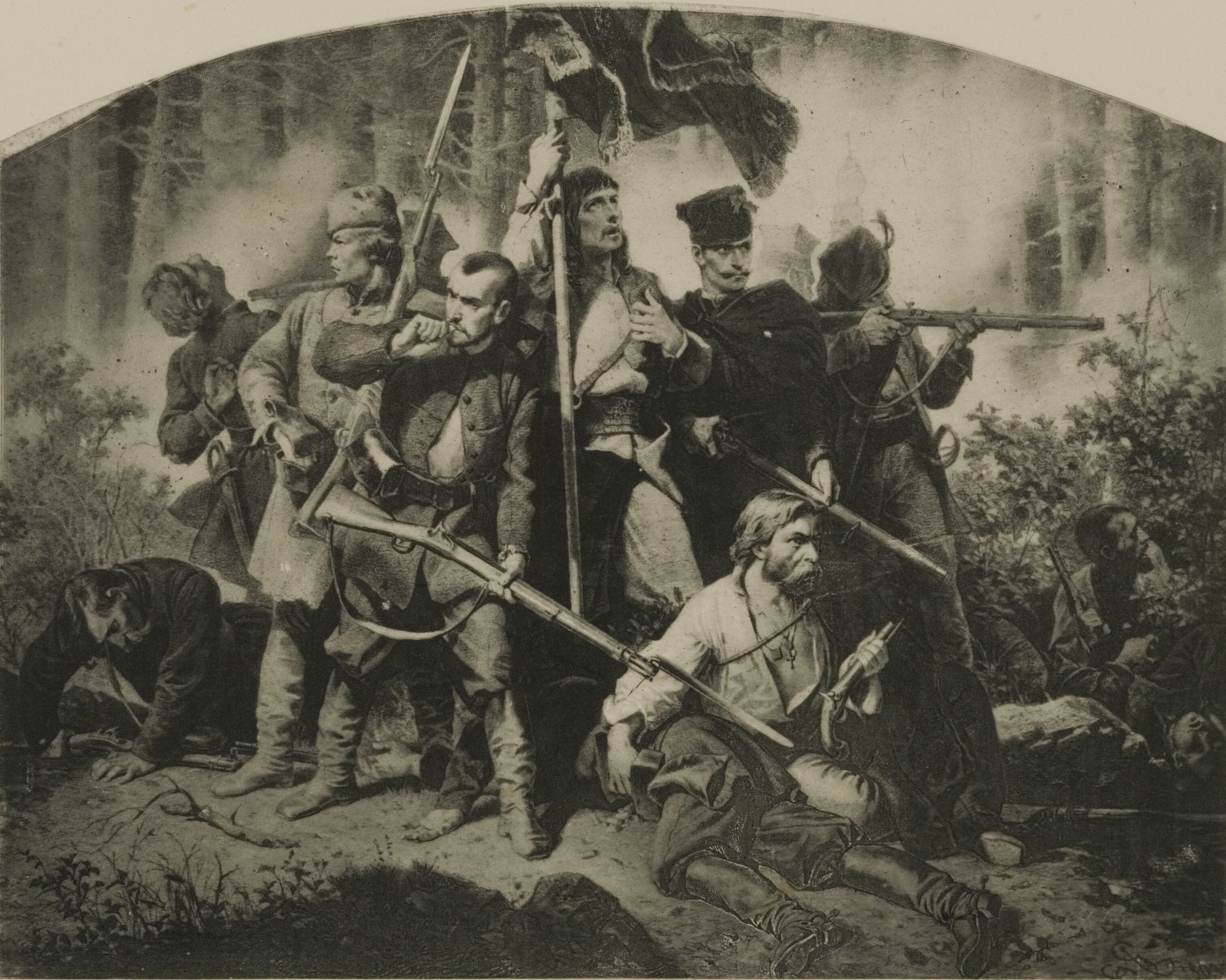
Artur Grottger, Bitwa, rysunek z cyklu Polonia, 1863

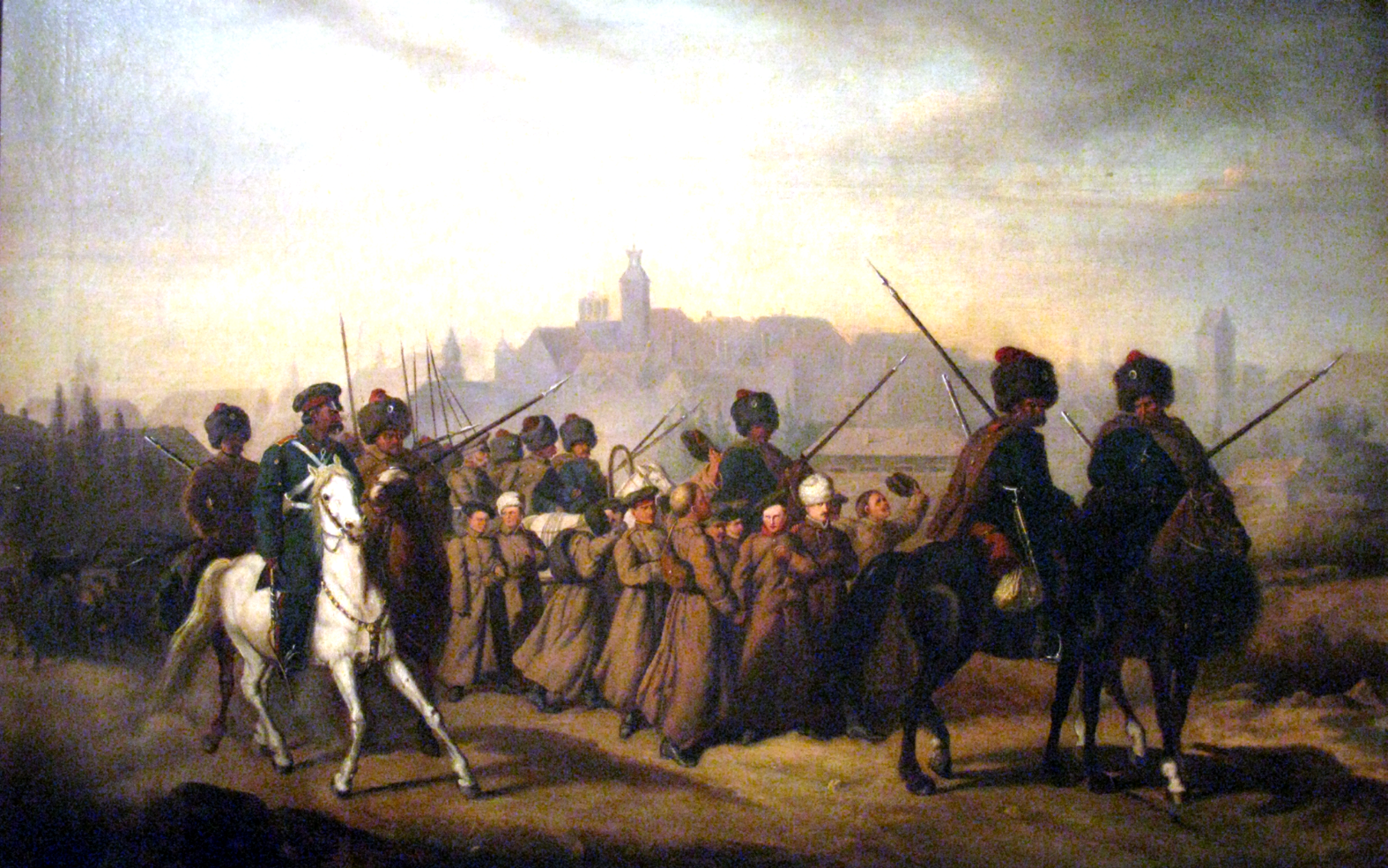
Aleksander Sochaczewski Branka 1863

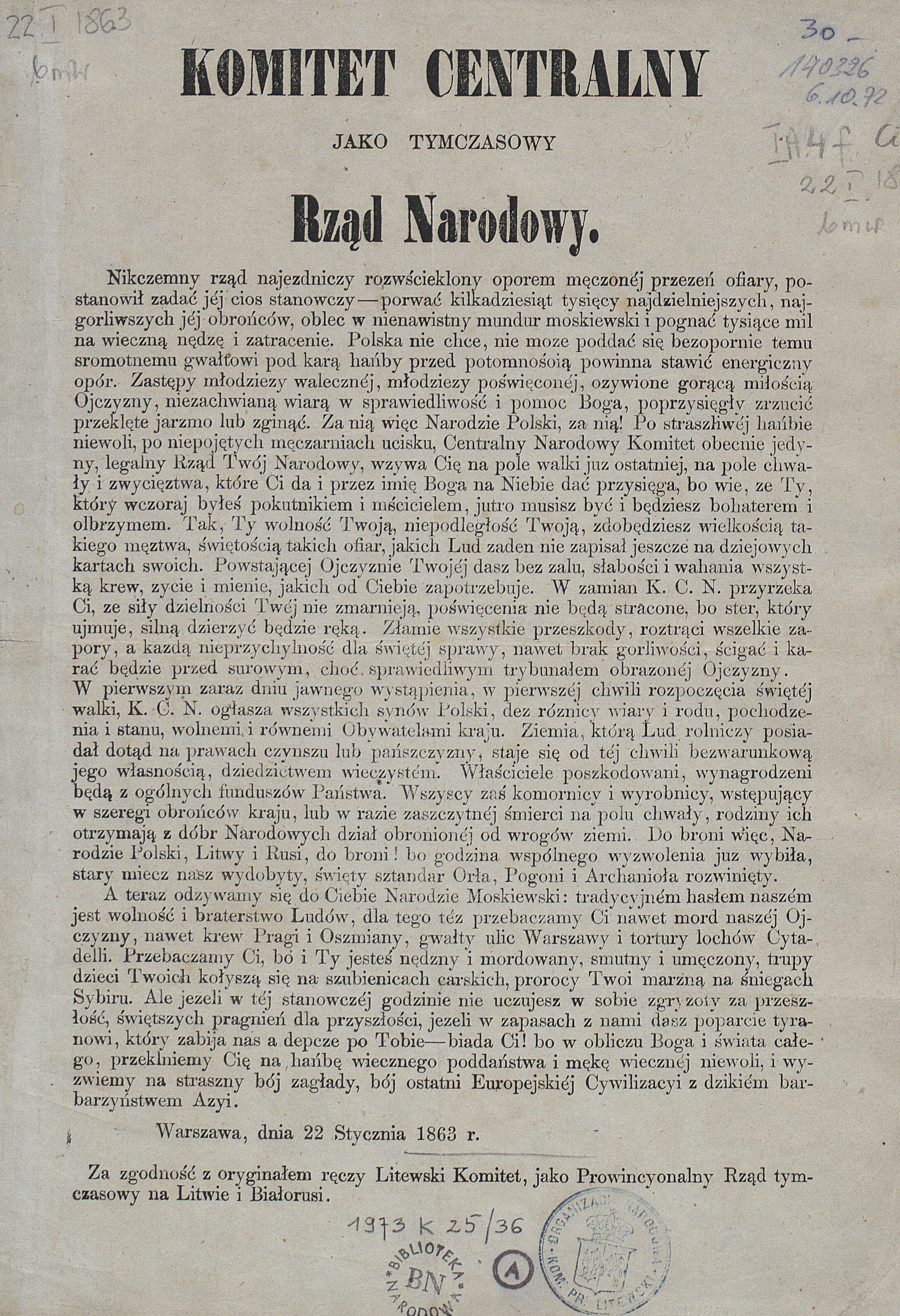
Manifest 22 stycznia – dekret Tymczasowego Rządu Narodowego ogłaszający wybuch powstania, a także uwolnienie i uwłaszczenie wszystkich obywateli

Złota Hramota – dekret Rządu Narodowego z 31 marca 1863 roku w języku ukraińskim, ogłaszający uwolnienie i uwłaszczenie chłopów ukraińskich

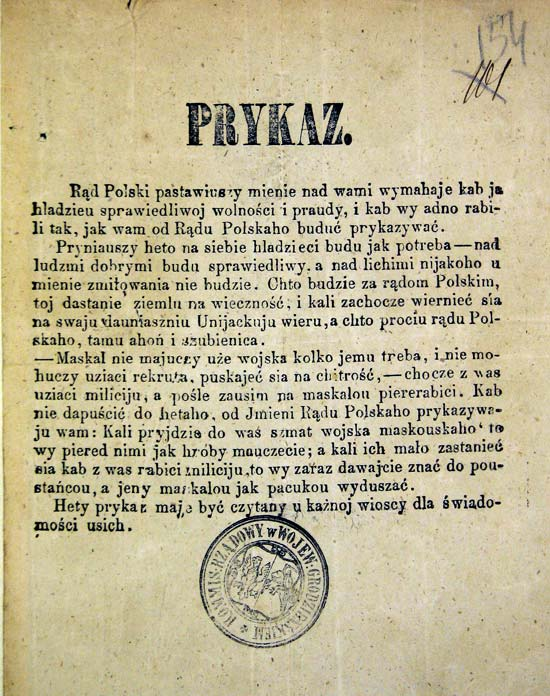
Obwieszczenie w języku białoruskim skierowane do chłopów województwa grodzieńskiego

Powstanie styczniowe – polskie powstanie przeciwko Imperium Rosyjskiemu, ogłoszone Manifestem 22 stycznia wydanym w Warszawie przez Tymczasowy Rząd Narodowy. Wybuchło 22 stycznia 1863 w Królestwie Polskim i 1 lutego 1863 na historycznej Litwie, trwało do jesieni 1864, zasięgiem objęło ziemie zaboru rosyjskiego, tj. Królestwo Polskie i ziemie zabrane, zyskując także szerokie poparcie wśród ludności litewskiej i częściowe pośród białoruskiej.
Było największym i najdłużej trwającym polskim powstaniem narodowym, spotkało się z poparciem międzynarodowej opinii publicznej. Miało charakter wojny partyzanckiej, w której stoczono ok. 1200 bitew i potyczek. Przez oddziały powstania styczniowego przewinęło się około 200 tys. osób, zarówno z rodzin szlacheckich, jak też w mniejszym stopniu z chłopstwa i mieszczaństwa. Na Litwie właściwej, Żmudzi i zachodniej Białorusi zryw przybrał charakter masowy, angażując nie tylko Polaków, lecz również Litwinów i część Białorusinów. Natomiast na pozostałych terenach ziem zabranych (Inflanty polskie, wschodnia Białoruś, Ukraina) powstanie zostało obojętnie lub wrogo przyjęte przez ludność łotewską, białoruską i ukraińską.
Mimo początkowych sukcesów zakończyło się przegraną powstańców, z których ok. 10-20 tysięcy poległo w walkach, blisko 1 tys. stracono, ok. 38 tys. skazano na katorgę lub zesłanie na Syberię, a ok. 10 tys. wyemigrowało. Wojska rosyjskie pacyfikowały powstanie z dużą determinacją i okrucieństwem. Miejscowości, które udzieliły schronienia powstańcom, były palone, zdarzały się również przypadki rzezi ludności cywilnej. Niszczono dobra kultury, np. spalono archiwum Ordynacji Zamojskiej w Zwierzyńcu. Wilno zostało spacyfikowane przez oddziały Murawjowa Wieszatiela, na Litwie zginęło 10 tys. szlachty polskiej na ogólną liczbę 40 tys..
Po upadku powstania Kraj i Litwa pogrążyły się w żałobie narodowej. W roku 1867 zniesiono autonomię Królestwa Polskiego, jego nazwę i budżet, w 1868 wprowadzono nakaz prowadzenia ksiąg parafialnych w języku rosyjskim, a w 1869 zlikwidowano Szkołę Główną Warszawską. W latach 1869–1870 setkom miast wspierających powstanie odebrano prawa miejskie, doprowadzając je tym samym do upadku. W roku 1874 zniesiono urząd namiestnika, a w 1886 zlikwidowano Bank Polski. Skasowano klasztory katolickie w Królestwie, skonfiskowano ok. 1600 majątków ziemskich i rozpoczęto intensywną rusyfikację ziem polskich.
Pomimo klęski militarnej powstanie styczniowe osiągnęło część celów politycznych, zwłaszcza długofalowych, jakie stawiali sobie jego organizatorzy. Przyczyniło się między innymi do zahamowania reprezentowanej przez hrabiego Aleksandra Wielopolskiego polityki ugody wobec rosyjskiego zaborcy, popieranej przez część elit Królestwa. W wyniku represji i tłumienia powstania polityka ugodowców straciła uznanie wśród ogółu społeczeństwa. Pamięć o powstaniu ożywiała w kolejnych dziesięcioleciach nastroje patriotyczne, co przyczyniło się do odzyskania niepodległości pół wieku później. Powstanie przyczyniło się do korzystniejszego niż w dwóch pozostałych zaborach i w etnicznej Rosji uwłaszczenia chłopów, zarówno w Królestwie, jak i na ziemiach zabranych. Konsekwencją był w końcowych trzech dekadach XIX wieku gwałtowny skok demograficzny, niemniej potężny wzrost produkcji przemysłowej, wzrost urbanizacji, podniesienie się stopy życiowej. Tym gospodarczym procesom towarzyszył bujny rozwój czasopiśmiennictwa, literatury pięknej, teatru, malarstwa. Co zaś szczególnie ważne: na przekór rusyfikacyjnej polityce Hurki i Apuchtina na wsi zaczęło się szerzyć czytelnictwo polskie. U podłoża procesów tych leżały różne przyczyny; wszystkie razem świadczyły o jednym: o wyjątkowo szybkim postępie Królestwa na drodze kapitalistycznego rozwoju. Zaś podstawową przesłanką tego rozwoju był radykalny charakter reformy uwłaszczeniowej ogłoszonej w 1864 roku.
Po upadku powstania znaczna część patriotów, w tym uczestników powstania (por. Bolesław Prus, Hipolit Wawelberg), zwróciła się ku pracy organicznej, zaś pamięć o powstańcach stała się ważnym motywem w literaturze (np. Bolesław Prus, Eliza Orzeszkowa, Stefan Żeromski) i malarstwie (min. Artur Grottger, Jan Matejko, Maksymilian Gierymski) oraz motywacją dla nowego pokolenia działaczy niepodległościowych (np. skupionych wokół Józefa Piłsudskiego).

## Geneza powstania

### Sytuacja na terenach dawnej Rzeczypospolitej przedPowstaniem Styczniowym
Od upadku powstania listopadowego na terenach Królestwa Polskiego przeprowadzano przymusowy pobór do armii rosyjskiej. Początkowo rekruci musieli odsłużyć 25 lat, od 1855 r. służbę skrócono do 15 lat. Na terenie Królestwa Polskiego pobór odbywał się regularnie w latach 1832–1855, natomiast od zakończenia wojny krymskiej do 1862 włącznie nie był przeprowadzany. Spośród około 200 tysięcy rekrutów z Królestwa Polskiego wcielonych do wojska rosyjskiego przed 1855 rokiem, po służbie do kraju powróciło zaledwie 23 tysiące. Tak więc około 180 tysięcy było bezpowrotną stratą demograficzną Królestwa. Było to spowodowane stratami wojennymi, a przede wszystkim fatalnymi warunkami bytowymi panującymi w armii rosyjskiej, które sprzyjały rozwojowi chorób i powodowały bardzo wysoką śmiertelność żołnierzy. Ilustracją tego stanu rzeczy może być los rekrutów z powiatu piotrkowskiego. W latach 1833-1856 do wojska wcielono tam około 11 tysięcy osób, a do kraju wróciło 498 z nich, przeważnie schorowanych lub okaleczonych.
Powyższe liczby nie obejmują Polaków z Ziem Zabranych, również powoływanych do armii rosyjskiej. Po powstaniu listopadowym pobór dotyczył tam zwłaszcza szlachty zagrodowej z Litwy i Rusi, którą władze carskie masowo pozbawiały wówczas praw szlacheckich.

### Organizacje spiskowe
Przegrana Rosji w wojnie krymskiej (1853–1856) odsłoniła jej wewnętrzną słabość. Skłoniło to nowego cara Aleksandra II do przeprowadzenia reform ustrojowych, mających na celu modernizację państwa, które poniosło klęskę militarną w starciu z koalicją państw zachodnich. Pomimo publicznej deklaracji Aleksandra II wobec polskiej arystokracji Panowie, żadnych marzeń, Polacy odczytali dążenia reformatorskie nowego cara jako objaw słabości rosyjskiego samodzierżawia i rozpoczęli przygotowania do wybuchu nowego powstania.
Pierwsze polskie organizacje spiskowe powstawały na terenie prowincji zabranych już od początku 1856. Na Uniwersytecie Kijowskim utworzono tzw. „Ogół”, z którego wyłonił się bardziej zakonspirowany Związek Trojnicki. Związek szukał kontaktów z młodzieżą na terenach wszystkich trzech zaborów i opowiadał się za powstaniem. Drugim ośrodkiem, w którym rozwinęły się polskie organizacje konspiracyjne, był Petersburg. Najważniejszą komórkę konspiracyjną powołali tam oficerowie studiujący w Akademii Sztabu Generalnego. Liczące 145 członków Koło Oficerów Polskich w Petersburgu założył Zygmunt Sierakowski. Po jego odejściu kierownictwo przejął Jarosław Dąbrowski.
W roku 1857 powstała w Warszawie Akademia Medyko-Chirurgiczna i od razu wśród studentów zaczęły tworzyć się konspiracyjne kółka młodzieżowe. Kółka takie powstały też w warszawskiej Szkole Sztuk Pięknych. W maju 1858 do Warszawy przybył z Kijowa Narcyz Jankowski, który założył w środowisku akademickim kilka tajnych kółek, a następnie zaczął je integrować i prowadzić potajemne szkolenia wojskowe. W 1859 zebrała się kapituła organizacji Czerwonych, przygotowując plany wybuchu powstania. W 1861 dzięki staraniom Ludwika Mierosławskiego założono w Genui Polską Szkołę Wojskową, przeniesioną później do Cuneo, a jej przeszło 200 słuchaczy miało stanowić kadry powstania.

### Manifestacje patriotyczne i żałoba narodowa
18 marca 1859 roku warszawskie nabożeństwo za dusze Adama Mickiewicza, Juliusza Słowackiego i Zygmunta Krasińskiego otwierało serię demonstracji patriotycznych.
11 czerwca 1860 w Warszawie odbyła się pierwsza od 30 lat wielka manifestacja patriotyczna zorganizowana w związku z pogrzebem wdowy po bohaterze powstania listopadowego generale Józefie Longinie Sowińskim.
W październiku 1860 w czasie warszawskiego zjazdu monarchów przeszkodzono iluminacjom i balom towarzyszącym konferencji, a na przedstawieniu galowym w Teatrze Wielkim fotele oblano cuchnącym płynem. Akcją tą kierował Franciszek Godlewski.
29 listopada 1860, w rocznicę Nocy Listopadowej zorganizowano kolejną wielką manifestację i odśpiewano pieśń skomponowaną niegdyś przez Alojzego Felińskiego na cześć cara Aleksandra I, zmieniając jej refren na: Ojczyznę wolną racz nam wrócić, Panie. Irytującą władze rosyjskie pieśń śpiewano następnie przy okazji wszystkich manifestacji. Wobec nasilających się wystąpień ludności Warszawy, car Aleksander II zdecydowany był zastosować najsurowsze represje i w wypadku większych demonstracji ulicznych miasto miało zostać zbombardowane z Cytadeli.
25 lutego 1861 wojsko rosyjskie rozpędziło demonstrację przeprowadzoną w 30. rocznicę bitwy o Olszynkę Grochowską. 27 lutego na Krakowskim Przedmieściu od salwy rosyjskiej padło pięciu manifestantów.

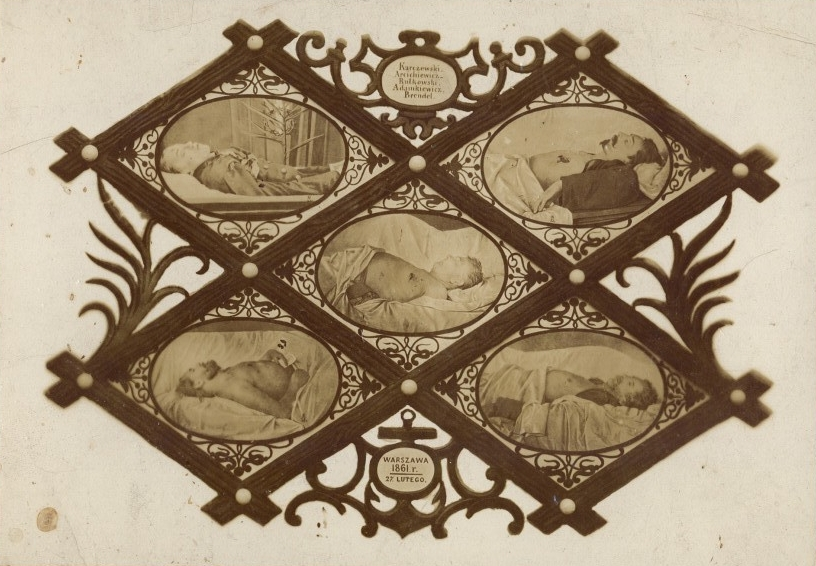
Fotografie z 1861 Karola Beyera przedstawiające Pięciu poległych.

Wydarzenia te skłoniły obradujące na Zamku Królewskim Towarzystwo Rolnicze do przyjęcia uchwały o uwłaszczeniu chłopów, a zbulwersowane mieszczaństwo warszawskie utworzyło Delegację Miejską, pod przewodnictwem bankiera Leopolda Kronenberga, która złożyła adres do cara, w którym domagano się poszanowania wolności obywateli Królestwa Polskiego.
2 marca pogrzeb pięciu poległych na Cmentarzu Powązkowskim przeistoczył się w wielką manifestację solidarności wszystkich stanów Królestwa. Wydarzenia w Warszawie odbiły się szerokim echem na prowincji. W wielu miastach ludność przepędziła skorumpowanych urzędników, na co władze nie zawsze mogły reagować, gdyż wojska ściągnięte zostały z prowincji do Warszawy. Organizowano demonstracje i nabożeństwa żałobne za pomordowanych. Chłopi zaprzestali odrabiania pańszczyzny.
27 marca, dzięki protekcji prokuratora generalnego neofity Juliusza Enocha, margrabia Aleksander Wielopolski został mianowany dyrektorem głównym prezydującym w Komisji Rządowej Wyznań Religijnych i Oświecenia Publicznego. Zdecydowany był rozwiązać Towarzystwo Rolnicze i Delegację Miejską oraz podjąć represje wobec konspiracji narodowej przy jednoczesnym równouprawnieniu ludności żydowskiej. W nocy z 7 na 8 kwietnia przedłożył do podpisu namiestnikowi gen. Michaiłowi Gorczakowowi opracowaną przez siebie „ustawę o zbiegowiskach”, dopuszczającą użycie siły zbrojnej wobec ludności cywilnej.
8 kwietnia na Placu Zamkowym Rosjanie, stosując nowe przepisy, nieogłoszone wcześniej publicznie, ostrzelali bezbronny tłum, który zbiegł się na odgłos werbli, który zgodnie z nowym prawem miał stanowić wezwanie do rozejścia się. Zginęło 100 osób, a kilkaset zostało rannych.
Pod koniec maja 1861 zmarł na apopleksję namiestnik Królestwa Polskiego gen. Michaił Gorczakow; jego następcą został Nikołaj Suchozaniet, który wprowadził jeszcze większe represje. Można było zostać aresztowanym nawet za noszenie stroju narodowego lub śpiewanie pieśni patriotycznych.
Dla pacyfikacji nastrojów car Aleksander II zmuszony był poczynić pewne ustępstwa. 18 czerwca ogłoszono 4 ukazy carskie datowane na 5 czerwca. Reaktywowano Radę Stanu, powoływano pochodzące z wyborów rady miejskie w 28 miastach, powiatowe w każdym z 39 powiatów, tworzono rady gubernialne składające się z członków delegowanych przez rady powiatowe.
Przejściowe złagodzenie przez władze represji na okres wyborów przyniosło zwiększenie fali demonstracji patriotycznych. Organizowano je w wielu miejscowościach Królestwa, Litwy i Rusi. 12 sierpnia?/24 sierpnia 1861 odbyła się wielotysięczna manifestacja w Kownie. 18 sierpnia?/30 sierpnia 1861 wojsko rosyjskie siłą rozproszyło demonstrację na przedmieściach Wilna na Pohulance, było wielu rannych (masakra w Wilnie 1861). Po demonstracji wileńskiej generał-gubernator wileński Władimir Nazimow ogłosił 22 sierpnia?/3 września 1861 stan wojenny w guberniach: wileńskiej, grodzieńskiej i kowieńskiej.
26 sierpnia ma miejsce demonstracja patriotyczna w Grodnie, w ostatniej chwili uniknięto przelewu krwi. 23 września rozpoczęły się w Królestwie Polskim wybory samorządowe.
10 października, w 448 rocznicę podpisania unii horodelskiej, zorganizowano demonstrację w Horodle, w której wzięły udział tłumy zgromadzone na obu brzegach Bugu. W tym samym dniu z udziałem wielu tysięcy ludzi odbył się w Warszawie demonstracyjny pogrzeb arcybiskupa warszawskiego Antoniego Melchiora Fijałkowskiego, który był zwolennikiem ruchu patriotycznego. W kondukcie niesiono herby Polski i Litwy oraz okryte krepą insygnia królewskie: berło i dwie korony. Cesarz Aleksander II wysłał 11 października telegram do namiestnika Lamberta: jeżeli wybory w Warszawie ukończone, nie zwlekając ogłosić stan wojenny.
Po serii krwawo stłumionych manifestacji patriotycznych w roku 1861, Kościół katolicki ogłosił żałobę narodową.

### Stan wojenny w Królestwie Polskim
W celu spacyfikowania Królestwa Polskiego nowy rosyjski namiestnik gen. Karol hr. Lambert 14 października 1861 wprowadził stan wojenny.
15 października mimo zakazów, warszawiacy wzięli udział w obchodach rocznicy śmierci Tadeusza Kościuszki, co skończyło się rozbiciem manifestacji przez wojsko rosyjskie i porywaniem ludzi z kościołów. Wojska rosyjskie dowodzone przez wojskowego generał-gubernatora warszawskiego Aleksandra Daniłowicza Gerstenzweiga dokonały pacyfikacji ludności cywilnej zebranej w katedrze św. Jana. Na znak protestu przeciwko aresztowaniu 1878 wiernych w katedrze warszawskiej, do której wtargnęło wojsko, administratorzy diecezji nakazali zamknięcie wszystkich kościołów i kaplic w Warszawie. 17 października 1861 Apollo Korzeniowski zawiązał Komitet Miejski, który zajął się przygotowaniem wybuchu powstania.
Hrabia Lambert ugiął się przed tym oporem i uwolnił większość zatrzymanych. Po kilku dniach Lambert podał się do dymisji, a nowym namiestnikiem został gen. Aleksandr Lüders.

#### Organizacja Narodowa czerwonych
W latach 1861–1862 w Królestwie Polskim Polacy coraz bardziej domagali się reform agrarnych, demokratyzacji władzy i niezawisłości państwa od Rosji. W tej sytuacji radykalne ugrupowanie patriotyczne, zwane czerwonymi, opowiadało się za podjęciem otwartej walki i przystąpiło do przygotowywania powstania. W końcu 1862 r. konspiracja czerwonych obejmowała ok. 20–25 tys. członków i planowała przeprowadzenie insurekcji wiosną 1863 roku. Spiskiem kierował Komitet Centralny Narodowy, pod przewodnictwem gen. Jarosława Dąbrowskiego. Na ziemiach Rzeczypospolitej Komitet Centralny Narodowy powołał w lipcu 1862 roku Organizację Narodową, obejmującą zabory: rosyjski, pruski i austriacki, której zadaniami były przygotowanie powstania i odbudowa niepodległego państwa polskiego w granicach z 1771 roku. Organizacja Narodowa w Królestwie Polskim liczyła w końcu listopada 1862 roku 20 tysięcy członków zaprzysiężonych, w samej Warszawie 8 tysięcy. Przywrócono podział administracyjny Królestwa Polskiego sprzed 1845 roku na osiem województw: augustowskie, kaliskie, krakowskie, lubelskie, mazowieckie, płockie, podlaskie, sandomierskie. Na czele województw stali naczelnicy wojewódzcy, na czele powiatów naczelnicy powiatowi, okręgiem zarządzał okręgowy. Byli także naczelnicy miast. Kadry konspiracyjne podzielono na dziesiątki i setki jako zalążek przyszłej armii narodowej.
18 października 1862 roku Komitet Centralny Narodowy wydał dekret o podatku narodowym, którego pobór przeznaczony został na zakup broni. Do 22 stycznia 1863 roku wpłynęło z tego źródła 75 tysięcy rubli. Z upoważnienia KCN Józef Ćwierczakiewicz utworzył Komisję Zagraniczną dla spraw uzbrojenia. Zadatkował w Londynie 8 tysięcy karabinów, Marian Langiewicz zamówił w Genui 5 tysięcy sztuk tańszej broni starego typu. W grudniu 1862 roku w Paryżu agent prowokator rosyjski Julian Bałaszewicz naprowadził policję francuską na przebywających tam polskich agentów zakupu broni. Wskutek aresztowania zakup i przesyłka broni do kraju uległy opóźnieniu o kilka tygodni. W ostatnich dniach 1862 francuska policja polityczna działając w porozumieniu z Andriejem von Budbergiem aresztowała w 1862 powracających z Londynu emisariuszy Komitetu Centralnego Narodowego. Francuzi przekazali Budbergowi dokładny wykaz osób i objętych konspiracją pułków nad Wisłą oraz opis dróg przerzutów broni zza granicy.
Do spisku przystąpili duchowni rzymskokatoliccy. W grudniu 1862 roku utworzono w Komitecie Centralnym Narodowym Komisję Interesów Duchownych i Opieki nad Ludem.

#### Organizacja białych
Odrębnie rozwijała się ogólnokrajowa niepodległościowa konspiracja białych, grupująca ziemiaństwo, arystokrację i bogate warstwy mieszczaństwa. Biali byli zwolennikami pracy organicznej, wymuszania na państwach zaborczych koncesji i praw autonomii, krzewienia oświaty, rozbudzania świadomości narodowej, walkę zbrojną o niepodległość odkładali na czas sprzyjający. Korzystając ze współpracy korespondentów i mężów zaufania Towarzystwa Rolniczego utworzyli oni sieć swych placówek w całym Królestwie Polskim, a także na Litwie i Ukrainie. Władze białych pochodziły z wyborów, przeprowadzanych w województwach, powiatach i okręgach. Na czele organizacji stała Dyrekcja Wiejska, która utworzyła stanowiska mianowanych przez siebie komisarzy wojewódzkich, do zadań których należało nadzorowanie działalności członków organizacji białych w terenie. Najwyższą władzą białych był zjazd wojewódzki mężów zaufania.

#### Organizacja Narodowa na Litwie i Rusi
Pozostający w kontakcie z KCN Komitet Prowincjonalny Litewski wydał w 1862 instrukcje, które dzieliły Litwę i Białoruś na województwa: kowieńskie, inflanckie, witebskie, wileńskie, grodzieńskie, mińskie, mohylewskie i poleskie, te zaś dzieliły się na powiaty, okręgi, parafie i gminy. Mianował też naczelników powiatowych i gminnych. Konspiratorzy podzieleni byli na dziesiątki i setki. W końcu 1862 roku organizacja litewska liczyła 3 tys. członków zaprzysiężonych.
22 sierpnia 1862 na wezwanie KCN powstał Komitet Prowincjonalny Rusi, który stanął na czele organizacji czerwonych na Rusi. Ruś podzielona została na 3 małe prowincje: Ukrainę, Wołyń i Podole, te na 36 powiatów, a powiaty na okręgi. Powołano Zarząd Ukrainy, Zarząd Podola i Zarząd Wołynia.

#### Represje polityczne
W kwietniu 1862 roku kapitan Aleksandrow, kierownik stacji telegrafu wojskowego w Warszawie odebrał depeszę od cara, w której władca w rocznicę kwietniowej masakry zalecał użycie przeciwko demonstrantom broni siecznej, a w razie potrzeby kartaczy. Aleksandrow zmienił treść telegramu tak, że zalecał postępować łagodnie. Oddany został pod sąd polowy, który skazał go na rozstrzelanie, car wyrok zamienił na dożywotnią katorgę.
W maju 1862 dowództwo rosyjskie wpadło na trop rosyjskiej organizacji rewolucyjnej w Warszawie. Jeden z jej członków kapitan Andrij Potebnia 27 czerwca 1862 roku dokonał zamachu, ciężko raniąc namiestnika Lüdersa w Ogrodzie Saskim.
3 lipca Ludwik Jaroszyński ranił wielkiego księcia Konstantego Mikołajewicza. 7 i 15 sierpnia Ludwik Ryll i Józef Rzońca podjęli nieudane próby dokonania zamachu na Aleksandra Wielopolskiego.
3 stycznia 1863 Komitet Centralny Narodowy w składzie: Oskar Awejde, Józef Kajetan Janowski, Jan Maykowski, ks. Karol Mikoszewski, Zygmunt Padlewski pod wpływem Stefana Bobrowskiego podjął decyzję o wybuchu powstania z chwilą ogłoszenia branki.

#### Ograniczenia obowiązywania stanu wojennego
8 września 1862 roku namiestnik rosyjski w Królestwie Polskim wielki książę Konstanty Mikołajewicz Romanow zniósł stan wojenny w powiatach guberni radomskiej z wyjątkiem Radomia i Kielc, 10 października 1862 roku zniósł stan wojenny w guberniach lubelskiej i augustowskiej z wyłączeniem Lublina, Siedlec i Suwałk, 16 grudnia 1862 roku zniósł stan wojenny w guberniach warszawskiej i płockiej z wyłączeniem Warszawy, Kalisza i Płocka, powiatów: lipnowskiego, piotrkowskiego oraz miejscowości na trasie Kolei Warszawsko-Wiedeńskiej i Kolei Warszawsko-Bydgoskiej.

#### Branka
Władze rosyjskie w Królestwie Polskim zdecydowały się na zbrojną rozprawę z narastającym ruchem niepodległościowym już po ustępstwach wobec samorządnej milicji studenckiej konstabli w 1861 roku. W następnych tygodniach rozpoczęto wyładowywanie w Warszawie przybyłych koleją z głębi Imperium oddziałów wojsk rosyjskich.
Μargrabia Aleksander Wielopolski, jako naczelnik rządu cywilnego Królestwa Polskiego od czerwca 1862 r., był świadom istnienia niepodległościowych ruchów w kraju i upatrując szansę porozumienia się z obozem białych, zrealizował część zgłaszanych żądań polskiego społeczeństwa. Wprowadził mianowicie nową ustawę szkolną, przymusowe oczynszowanie chłopów i równe prawa dla ludności żydowskiej.
Z drugiej strony, by sparaliżować działalność organizacji spiskowych, zarządził w połowie stycznia 1863 r. niespodziewany pobór do wojska rosyjskiego (tzw. brankę). Przygotowane zostały w tym celu imienne listy, obejmujące 12 tys. osób, podejrzanych o przynależność do organizacji patriotycznych. Władze pobór z premedytacją skierowały przeciwko szlachcie i mieszczaństwu z pominięciem ludności wiejskiej, co doprowadziło do wybuchu powstania.
Przed 22 stycznia 1863 roku Komitet Centralny Narodowy mianował sześciu naczelników wojewódzkich: w województwie krakowskim Apolinarego Kurowskiego, w kaliskim Józefa Grekowicza, w mazowieckim Zygmunta Padlewskiego, w płockim Kazimierza Konrada Błaszczyńskiego, w podlaskim Walentego Lewandowskiego, w sandomierskim Mariana Langiewicza. Zalecał nie rozpoczynać działań wojennych z partiami mniejszymi niż 100 ludzi, nie kierować do włościan żadnych wezwań, zanim oddział nie osiągnie przepisanego stanu. Wszystkie miejscowe struktury konspiracyjne, jak też administrację zaborczą podporządkowano naczelnikom wojewódzkim.

### Koncepcje wojny partyzanckiej
Różne koncepcje walk powstańczych przygotowywane były przez wojskowych przywódców Czerwonych. Jarosław Dąbrowski zakładał na początku zdobycie Twierdzy Modlin w celu przejęcia broni i amunicji oraz zajęcie Warszawy. Komitet Centralny Narodowy z Ludwikiem Mierosławskim przyjął plan zakładający koncentrację sił powstańczych w rejonie Podlasia i w Łomżyńskim i rozwój działań w kierunku wschodnim i północno-wschodnim w celu odcięcia sił rosyjskich w Polsce od Cesarstwa oraz zajęcie największych twierdz (Modlin, Warszawa, Dęblin). Zygmunt Sierakowski zakładał, że siły powstańcze konsolidowałyby się zaczynając od formowania małych oddziałów, by docelowo utworzyć silne kolumny. Cały kraj miał być podzielony na 5 okręgów. Zygmunt Padlewski planował, że w dniu ogłoszenia branki zdobyte zostaną twierdze w Modlinie i Płocku oraz powstaną 3 silne korpusy atakujące w kierunku Litwy i Ukrainy. Bieg wydarzeń zmusił Padlewskiego do przyjęcia planów Sierakowskiego z ograniczeniem działań na terenie Królestwa. Zrezygnowano także ze zdobywania Modlina na rzecz Płocka.
Powstanie na wschodnich rubieżach I Rzeczypospolitej miało zaświadczyć o aspiracjach Polaków do odzyskania granic historycznych. W ramach solidarności międzynarodowej, pod hasłem za wolność naszą i waszą zamierzano przerzucić płomień powstania do Wielkiego Księstwa Finlandii, nad Wołgę i na Kaukaz.

## Przebieg powstania

### Wybuch powstania
16 stycznia 1863 roku Komitet Centralny Narodowy wystąpił jako Tymczasowy Rząd Narodowy i wydał odezwę, w której ogłosił w całym kraju stan wyjątkowy, zalecając samoobronę poborowym i skupienie się narodu wokół władzy narodowej. W każdym województwie ustanowił naczelników wojskowych, którym w czasie powstania miały podlegać wszystkie władze lokalne. Komisarzem wojskowym województwa kaliskiego został Józef Grekowicz, krakowskiego Apolinary Kurowski, mazowieckiego Zygmunt Padlewski, płockiego Kazimierz Konrad Błaszczyński, podlaskiego Walenty Lewandowski, sandomierskiego Marian Langiewicz. 19 stycznia KCN podjął uchwałę o powołaniu Ludwika Mierosławskiego na dyktatora powstania i o przekształceniu się w Tymczasowy Rząd Narodowy. 20 stycznia Tymczasowy Rząd Narodowy powołał swój organ zastępczy, Komisję Wykonawczą Rządu Narodowego w Warszawie, pod kierownictwem naczelnika miasta Stefana Bobrowskiego. Ponieważ władze rosyjskie zarządziły brankę na prowincji na 25 stycznia, wybuch powstania wyznaczony został na noc z 22 na 23 stycznia. Plan działań zbrojnych zakładał opanowanie Płocka, gdzie miał się ujawnić Rząd Narodowy. Członkowie rządu wyjechali 22 stycznia do Kutna, stacji Kolei Warszawsko-Bydgoskiej niedaleko od Płocka. Jednak stan tymczasowy uległ utrwaleniu i powstaniem w początkowym okresie z konieczności kierowała Komisja Wykonawcza w Warszawie. 22 stycznia ogłoszony został manifest Tymczasowego Rządu Narodowego, autorstwa Marii Ilnickiej, wzywający do czynu zbrojnego przeciw Imperium Rosyjskiemu wszystkie narody przedrozbiorowej Rzeczypospolitej „bez różnicy wiary i rodu, pochodzenia i stanu” oraz ogłaszający powszechne uwłaszczenie chłopów i nadanie ziemi bezrolnym, którzy wstąpią w szeregi powstańcze. Wraz z manifestem ogłoszony został dekret uwłaszczeniowy, a kierowana przez Stefana Bobrowskiego Komisja Wykonawcza podjęła działania wdrożenia go w życie przez dowódców oddziałów powstańczych i wprowadziła zakaz utrudniania przeprowadzenia uwłaszczenia pod groźbą kary śmierci.
W styczniu 1863 w Królestwie Polskim stacjonowała 100-tysięczna armia rosyjska. Pod rozkazami jej dowódcy gen. Eduarda Andriejewicza Ramsaya pozostawało 5 dywizji piechoty, w tym gwardyjska, 1 dywizja jazdy, sześć brygad artylerii (176 dział), 9 pułków kozackich i oddziały pomocnicze.
Planowane przez czerwonych na wiosnę powstanie zostało więc znacznie przyspieszone, nie było jeszcze należycie przygotowane, powstańcom brakowało broni i amunicji, kierownictwo powstania było niejednolite i skłócone.
W reakcji na wybuch powstania wielki książę Konstanty Mikołajewicz Romanow przywrócił stan wojenny, zawieszony w drugiej połowie 1862 roku, reaktywował naczelników wojennych, uprawnionych do powoływania sądów wojenno-polowych, działających w trybie „skróconym”, zatwierdzających wydawane przez nie wyroki śmierci. Wydał rozkaz koncentracji mniejszych garnizonów rosyjskich, tak by załoga żadnego nie była mniejsza niż 2 bataliony piechoty. Zamierzano w ten sposób uniknąć dalszych ataków na zbyt słabe posterunki rosyjskie, by później móc sformować kolumny ruchome, które miały przejść do działań ofensywnych przeciwko powstańcom. Wieść o wybuchu powstania hrabia Aleksander Wielopolski skwitował słowami: wrzód pękł. Był przekonany, że powstanie uda się stłumić w ciągu kilku tygodni i można będzie powrócić do dzieła reform.
W czasie tej operacji wojska rosyjskie opuściły 14 miast powiatowych (na 39). Powstańcom udało się skutecznie zakłócić łączność. Dopiero 1 lutego przywrócono komunikację na linii Kolei Warszawsko-Petersburskiej.
W pierwszych dniach powstania powstańcy uderzyli na rosyjskie garnizony w województwach: mazowieckim, podlaskim, augustowskim, płockim, lubelskim i sandomierskim. Wystąpienia powstańcze 21–25 stycznia miały miejsca m.in. w Małkini, Stelmachowie, Sokołowie, Łukowie, Białej Podlaskiej, Kodniu, Łomazach, Hrubieszowie, Kraśniku, Szydłowcu, Suchedniowie, Bodzentynie. Jednak większość ataków, m.in. z powodu słabego uzbrojenia, została odparta, a powstańcy zaczęli organizować obozy, w których szkolono ochotników.
W Węgrowie Jan Matliński i Władysław Jabłonowski zebrali 3500 żołnierzy, w Siemiatyczach Władysław Cichorski zgromadził 3 tys. ludzi, obóz Apolinarego Kurowskiego w Ojcowie liczył 2,5 tys. żołnierzy, w Wąchocku Marian Langiewicz zebrał 1,4 tys. żołnierzy, w Janowie Roman Rogiński zgromadził 1 tys. ludzi. Od kilkuset do tysiąca ludzi liczył oddział Józefa Konstantego Ramotowskiego „Wawra” działający w północno-wschodniej Polsce (Łomża – Augustów).
Józef Oxiński w Uniejowie dysponował 250 żołnierzami, podobne liczebnie oddziały mieli Władysław Kononowicz, Władysław Stroynowski, Józef Sawicki, Kazimierz Mielęcki, Antoni Zdanowicz.

### Działania wojenne

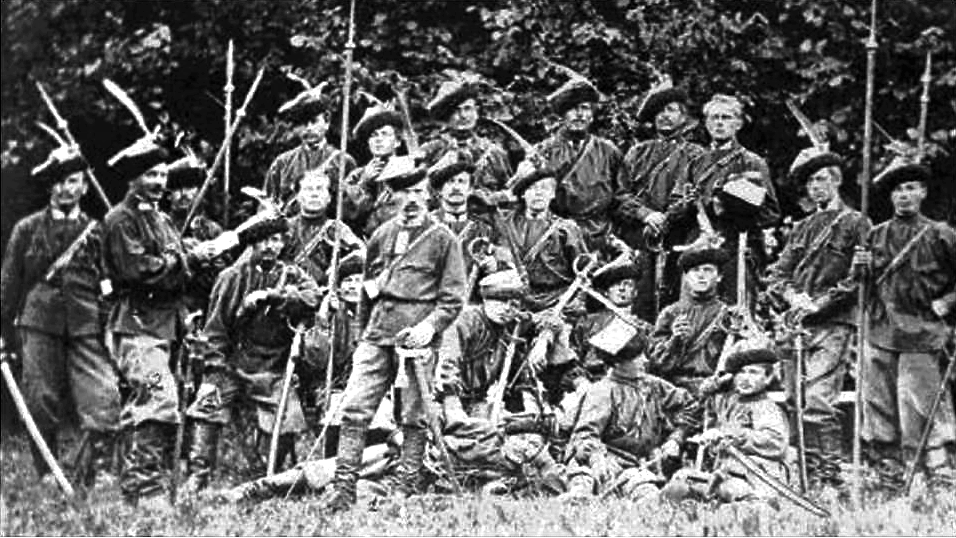
Oddział powstańczy Ignacego Drewnowskiego 1863

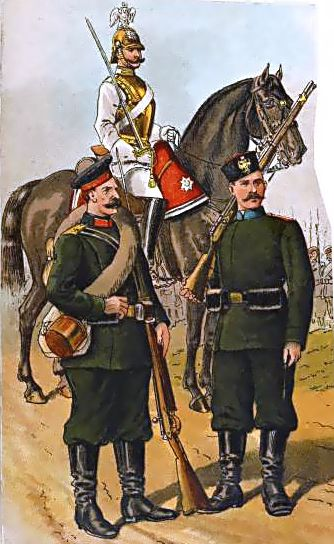
Żołnierze rosyjscy okresu powstania styczniowego.

Po serii starć na początku powstania wojskom powstańczym udało się opanować szosę brzeską i linię kolei petersburskiej, przerywając tym samym łączność Królestwa Polskiego z Imperium Rosyjskim.
Tymczasowy Rząd Narodowy początkowo przewidywał, iż wodzem powstania zostanie operujący w województwie płockim Zygmunt Padlewski, jednak jego niepowodzenia spowodowały, że dyktatorem powstania mianowano przebywającego w Paryżu Ludwika Mierosławskiego (26 stycznia). W tym czasie ukazywały się powstańcze pisma „Strażnica” i Wiadomości z Pola Bitwy. W instrukcjach dla powstańczych oddziałów zalecano, by unikać walk z większymi jednostkami nieprzyjaciela, nakazywano utrudnianie komunikacji oraz odbijanie jeńców i rekrutów.
Bobrowski, w celu rozszerzenia zasięgu powstania, ogłosił odezwy Do braci Litwinów i Do braci Rusinów, w których wzywał do powszechnej insurekcji. Na Wołyniu operował oddział kawalerii Edmunda Różyckiego, skutecznie nękając podjazdami tamtejszy korpus rosyjski. Powstanie uzyskało trwały punkt oparcia na żytomierszczyznie. Chcąc rozszerzyć powstanie za Bug oddziały powstańcze Romana Rogińskiego, Pawła Lewandowskiego, Władysława Cichorskiego i Jana Matlińskiego przeprowadziły koncentrację w Siemiatyczach, skąd jednak zostały wyparte 7 lutego po ataku kilku kolumn rosyjskich na miasto.
17 lutego Mierosławski przekroczył granicę zaboru rosyjskiego, jednak po dwóch przegranych bitwach pod Krzywosądzem 19 lutego i pod Nową Wsią 21 lutego wrócił do Paryża. Ponownie wrócił do Polski po dwóch tygodniach, lecz nie utrzymał już stanowiska dyktatora powstania.
Zgrupowanie Mariana Langiewicza, połączone z partią Antoniego Jeziorańskiego wyrwało się 24 lutego 1863 roku z okrążenia przez 3 kolumny wojsk rosyjskich w czasie bitwy pod Małogoszczem. Langiewicz zbliżył się ku granicy galicyjskiej, skąd spodziewał się nadejścia posiłków. 4 marca odparł Rosjan w bitwie pod Pieskową Skałą, a 5 marca z powodzeniem zaatakował ich pod Skałą. 6 marca przybył do Goszczy, 16 km od Krakowa. Po akcesie białych do powstania, 11 marca Langiewicz ogłosił swoją dyktaturę, co uznał Komitet Centralny Narodowy.
Zachowując dla siebie naczelne kierownictwo spraw wojskowych powstania, dyktator powierzył zarząd spraw cywilnych umocowanemu przez siebie Rządowi Narodowemu Cywilnemu, który miał działać pod jego kontrolą zwierzchnią. 12 marca ogłosił dekret, którego artykuł 8. rozwiązywał wszelkie dotychczas istniejące władze cywilne i wojskowe krajowe jakiegokolwiek pochodzenia. Tego samego dnia rozwiązała się Dyrekcja Wiejska białych przekazując swoją władzę Rządowi Narodowemu Cywilnemu, oddając mu do dyspozycji naczelników wojewódzkich organizacji białej. Tymczasowy Rząd Narodowy wbrew zamierzeniom białych nie rozwiązał się. Odezwę Langiewicza ogłoszono w Warszawie wraz z komentarzem, że Tymczasowy Rząd Narodowy dotychczasową swoją władzę składa w jego ręce i wzywa cały naród do posłuszeństwa dyktatorowi... W części kraju zajętej przez nieprzyjaciela z upoważnienia dyktatora rozkazy i rozporządzenia wydawać będzie Komisja Wykonawcza. Członkami tajnej Komisji Wykonawczej mieli zostać dotychczasowi członkowie Tymczasowego Rządu Narodowego.
Siły Langiewicza liczyły wówczas ok. 3 tys. powstańców, ku którym skierował się główny napór wojsk rosyjskich. 17 marca powstańcy pobili Rosjan w bitwie pod Chrobrzem, 18 marca Langiewicz stoczył krwawą bitwę pod Grochowiskami, gdzie utrzymał swoje pozycje. 19 marca po przekroczeniu granicy z Galicją został przez Austriaków aresztowany. Dyktatury Langiewicza nie uznawał czerwony generał Ludwik Mierosławski, który stworzył ze skupionych wokół siebie doradców coś w rodzaju gabinetu dyktatury styczniowej. Po aresztowaniu Langiewicza, w ogólnym zamęcie François de Rochebrune ogłosił się z poparciem stronników Mierosławskiego samozwańczym głównodowodzącym armii powstania w Polsce. 21 marca Langiewicz przekazał z aresztu w Tarnowie rozkaz dzienny z oświadczeniem, że nie zrzeka się swej władzy, a do chwili uwolnienia przekazuje ją Tymczasowemu Rządowi Narodowemu. Tego samego dnia przebywający w Krakowie Stefan Bobrowski wydał odezwę głoszącą, że w związku z upadkiem dyktatury Langiewicza władzę naczelną narodową z powrotem obejmuje Tymczasowy Rząd Narodowy i jest jedyną prawnie ukonstytuowaną władzą krajową oraz przywrócił rozwiązaną przez Langiewicza czerwoną Radę Naczelną Galicyjską. Dotychczasowy Dyrektor Wydziału Wojny gen. Józef Wysocki został naczelnikiem sił zbrojnych województwa lubelskiego i ziem ruskich. 26 marca nowym zwierzchnikiem tego wydziału został mianowany gen. Ignacy Marceli Kruszewski, a jego szefem sztabu Władysław Bentkowski.
Po kilku tygodniach – w marcu – do powstania przyłączyli się „biali”, przejmując zresztą w krótkim czasie kierownictwo powstania. Stało się to po śmierci przywódców „czerwonych” Stefana Bobrowskiego (w pojedynku) i Zygmunta Padlewskiego, rozstrzelanego przez Rosjan. Naczelne dowództwo wojsk powstańczych sprawowali kolejno: gen. Ludwik Mierosławski, gen. Marian Langiewicz i Romuald Traugutt.
Ogromna większość polskich urzędników administracji Królestwa Polskiego wykonywała potajemnie rozkazy Rządu Narodowego. 9 czerwca 1863 w biały dzień, polski personel Banku Polskiego na placu Bankowym w Warszawie przekazał powstańcom, dowodzonym przez Aleksandra Waszkowskiego depozyty Kasy Głównej Królestwa w wysokości 3,6 miliona złotych, 500 tysięcy rubli i wielu listów zastawnych.
19 września 1863 dokonano nieudanego zamachu, na namiestnika Królestwa Polskiego gen. Fiodora Berga z inspiracji członka Rządu Narodowego i naczelnika wojskowego miasta stołecznego Warszawy Ignacego Chmieleńskiego.

### Władze i administracja

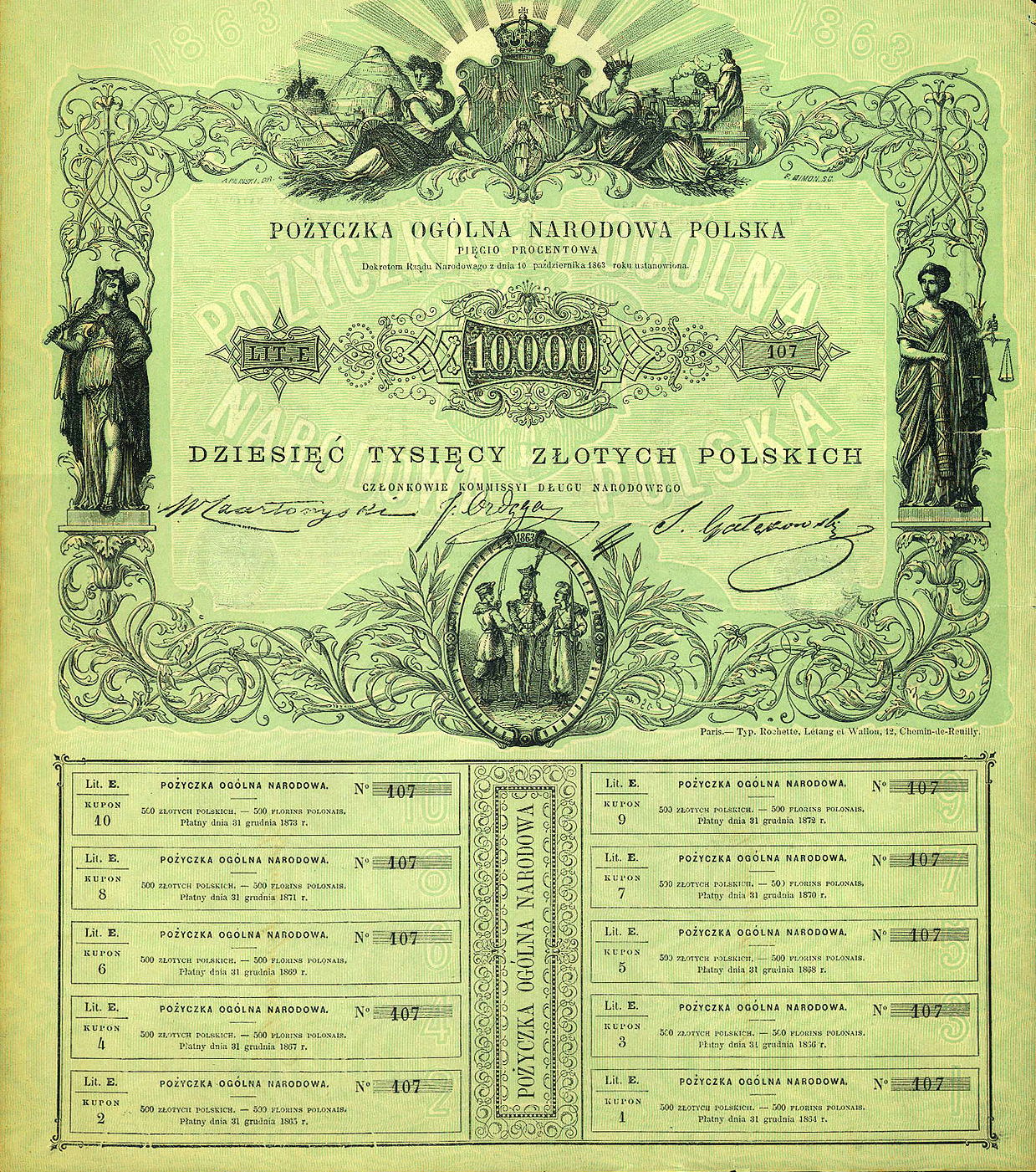
Pożyczka Ogólna Narodowa Polska na 10 000 złotych, ustanowiona przez Rząd Narodowy w 1863 roku

Centralny Komitet Narodowy, a następnie Tymczasowy Rząd Narodowy i Rząd Narodowy powoływały dyktatorów powstania. Pierwszym był Ludwik Mierosławski (od 17 lutego do 11 marca 1863), drugim – Marian Langiewicz (od 11 marca do 18 marca 1863). Nieformalnym, ostatnim dyktatorem był Romuald Traugutt (od 17 października 1863 do 10 kwietnia 1864).
Władze powstańcze uznały, że powstało „tajemne” państwo polskie w granicach Rzeczypospolitej sprzed rozbiorów. 28 marca 1863 roku Tymczasowy Rząd Narodowy ogłosił opracowany wcześniej Regulamin władz administracyjnych w byłym Królestwie Kongresowym. Akt ten przywracał (z małymi zmianami) podział administracyjno-terytorialny Królestwa Polskiego z 1816 roku na 8 województw i 39 powiatów.
Na czele zarządu cywilnego województwa postawiono mianowanych przez Rząd Narodowy naczelników cywilnych. Do ich kompetencji należało: wykonywanie aktów rządowych, ściąganie podatków w województwie, administracja miast, czuwanie nad opinią publiczną, opieka nad rodzinami powstańców, utworzenie i utrzymywanie poczty obywatelskiej, przygotowanie i dostarczanie prowiantu i zaopatrzenia dla walczących oddziałów.
Naczelnicy cywilni województwa mianowali naczelników powiatowych, wykonujących ich rozkazy. Do ich obowiązków należało prowadzenie list osób opodatkowanych podatkiem narodowym, kontrola skarbowa, prowadzenie spisu gmin, w których ogłoszono uwłaszczenie, dystrybucja dostaw wojennych, prowadzenie list osób wrogo nastawionych do powstania, utworzenie i utrzymywanie stałej komunikacji powstańczej w powiecie. W każdym powiecie tworzono Komitet Pomocniczy do spraw skarbu i dostaw dla wojska, na którego czele stał naczelnik powiatowy, z którego inicjatywy powoływano też Komitet Niewiast Polskich, sprawujący opiekę nad rodzinami powstańców. Powołano naczelników miast, stojących na czele zarządu miejskiego, mianowanych przez naczelników cywilnych województw, a pozostających pod rozkazami naczelników powiatów (z wyjątkiem stolicy). W celu sprawowania kontroli nad wszystkimi organami władz w województwach powołano komisarzy rządowych.
22 czerwca 1863 Rząd Narodowy określił kompetencje komisarzy wojskowych. Do ich kompetencji należało rozstrzyganie sporów pomiędzy organami władz wojskowych i cywilnych. Sprawy wojskowe pozostawiono wyłącznie naczelnikom wojennym. Dekret z 23 czerwca głosił, że władza wojskowa względem cywilnej jest wzywająca, a nie rozkazująca. Pośrednikami pomiędzy tymi władzami mieli być organizatorzy wojskowi w województwach, powiatach i okręgach. 2 czerwca 1863 Rząd Narodowy (czerwonych prawników) powołał w każdym powiecie i w Warszawie trybunały rewolucyjne, do sądzenia spraw politycznych. Wojskowi pozostający w służbie czynnej podlegali jednak tylko sądom wojennym. Rząd Narodowy (wrześniowy) dekretem z 14 października 1863 roku zniósł urzędy wojewódzkich komisarzy rządowych, naczelników cywilnych i organizatorów wojskowych, powołując urząd komisarza pełnomocnego o nieograniczonej władzy cywilnej. Naczelnikom powiatowym podporządkowano wojskowych organizatorów powiatowych.
15 grudnia 1863 roku Rząd Narodowy (Romualda Traugutta) wydał dekret reorganizujący wojska narodowe. Zlikwidował podział terytorialny wojsk powstańczych na województwa i oddziały oraz naczelników wojskowych województw. Wprowadził podział armii powstańczej na cztery korpusy (I, II, III i IV) dzielące się na dwie lub trzy dywizje (noszące nazwy województw), pułki (posiadające numery w ramach KP od 1 do 12 oraz nazwę powiatu), bataliony i kompanie piechoty oraz dywizje, pułki i szwadrony kawalerii. I Korpus Powstańczy pod dowództwem gen. Michała Kruk-Heydenreicha działający w Lubelskim i Podlaskim, II Korpus Powstańczy pod dowództwem gen. Józefa Hauke-Bosaka działający w Krakowskim, Sandomierskim i Kaliskim, III Korpus Powstańczy pod dowództwem płk. Jana Koziełł-Skały działający w Augustowskim oraz IV Korpus Powstańczy bez własnego dowództwa, złożony z samodzielnych dywizji: Mazowieckiej i Płockiej.

### Godło powstańcze z 1863 r.
Początek istnienia godła powstańczego przyjmuje się połowę roku 1862 r. kiedy pojawia się ono po raz pierwszy na pieczęci utworzonego Komitetu Centralnego Narodowego. Było to oficjalne godło ruchu niepodległościowego składające się wtedy jeszcze z dwóch części: Orła polskiego i Pogoni litewskiej na dwupolowej tarczy francuskiej zwieńczonej koroną królewską. Rysunek tego godła, projektu Joachima Lelewela, był przyjęty przez sejm w okresie powstania listopadowego. Wizerunek wspólnego polsko-litewskiego godła występuje na licznych ulotkach i znakach z tamtego okresu.
Tuż przed wybuchem powstania, a mianowicie 18 stycznia 1863 r. Komitet Centralny Narodowy podjął uchwałę o ustanowieniu nowego godła państwowego, składającego się z trzech herbów: polskiego Orła, litewskiej Pogoni i rusińskiego Archanioła Michała. Formalnie przyjęcie wizerunku archanioła Michała, tłumaczono faktem, że był to herb guberni kijowskiej.
Wśród członków Komitetu Centralnego Narodowego dyskusję wywołała forma emblematu łączącego te trzy herby. Nie chcąc przesądzać formy rządów zdecydowano, aby herb nie był zwieńczony koroną królewską. Na posiedzeniu w dniu 19 stycznia 1863 r. przyjęto i zatwierdzono, że w miejsce korony na herbie będzie krzyż. Stwierdzono, że krzyż nie może obrażać niczyich uczuć politycznych, a równocześnie będzie symbolem (w szerokim pojęciu) miłości, prawdy i sprawiedliwości. Wykonano wkrótce pieczęć z nowym godłem. Z powodu pomyłki rytownika, który wykonał pieczęć do laku, nie można było nowej pieczęci z nowym godłem użyć zgodnie z przeznaczeniem do opieczętowania manifestu Rządu Tymczasowego. Między 21 stycznia a 13 lutego 1863 r. nową pieczęcią opatrzono zaledwie cztery dokumenty. Zarówno pieczęć jak i dokumenty nią opatrzone nie zachowały się. Większość dokumentów była więc opatrzona odciskiem starej pieczęci, z starym godłem zawierającym tylko polskiego Orła i litewską Pogoń na wspólnej tarczy zwieńczonej królewską koroną.
30 marca 1863 r. powołano komisarza rządowego na Rusi (Ruś zgodnie z podziałem administracyjnym I Rzeczypospolitej składała się z kilku wschodnich województw. Obecnie jest to zachodnia Ukraina.). Został on wyposażony w nową pieczęć. Widniejące na pieczęci godło miało nieco zmodyfikowaną postać wobec godła przyjętego w styczniu 1863 r. Składało się z trzech tarcz przedstawiających polskiego Orła, litewskiej Pogoni i Archanioła Michała. Na pieczęci nie było korony, ani krzyża. 
Wiosną 1863 r. w związku z przygotowywaniem wybuchu planowanego na maj powstania zbrojnego na Rusi (dzisiejsza zachodnia Ukraina), Komitet Prowincjonalny na Rusi posługiwał się nową pieczęcią, na której widniało potrójne godło, Orzeł, Pogoń i Archanioł Michał. Wszystkie trzy herby umieszczono na pięciokątnych tarczach, tworzących jedną figurę. Orzeł umieszczony był na górnym najbardziej zaszczytnym miejscu. Takie heraldyczne rozmieszczenie sugerowało przodującą rolę Polski w walce niepodległościowej. Korony jak też i znaku krzyża na pieczęci nie było.
10 maja 1863 r. Tymczasowy Rząd Narodowy przekształcił się w Rząd Narodowy. W dekrecie wydanym z tej okazji wprowadzono nową pieczęć. Wszystkie trzy herby umieszczono na jednej tarczy, w górnej jej części Orzeł (z lewej) i Pogoń (z prawej), a na dole Archanioł Michał. Tarczę wieńczyła królewska korona, co wynikało z kierunku politycznego aktualnych władz powstańczych. Zmiany zaszły w wizerunku Orła polskiego, dzierżącego w szponach miecz i krzyż co miało przypominać, że Orzeł (Polska) walczy o swoją niepodległość. 
Ustanowienie nowego godła powstańczego miało też wyraz działań w sferze dyplomatycznej, gdzie zabiegano o przyznanie powstańcom praw strony walczącej. Wymagało to określenia charakteru władzy powstańczej (korona) jak i terytorium na jakim ta władza się rozciąga (trzy herby). Po 10 maja 1863 r. wszystkie nowe pieczęcie były opatrzone nowym, potrójnym godłem. Wizerunek godła umieszczono w formie znaku wodnego na blankietach, na których wystawiano dokumenty Rządu Narodowego. Wizerunek godła umieszczono również na obligacjach pożyczki narodowej. Wzór rysunku w zasadzie był jednaki. Zdarzały się jednak drobne różnice. Rząd Narodowy forsował republikańskiego, niekoronowanego Orła w godle. Tymczasem na galicyjskich i niektórych zagranicznych pieczęciach Orzeł posiadał koronę co było wynikiem monarchistycznych nadziei.

### Tło międzynarodowe

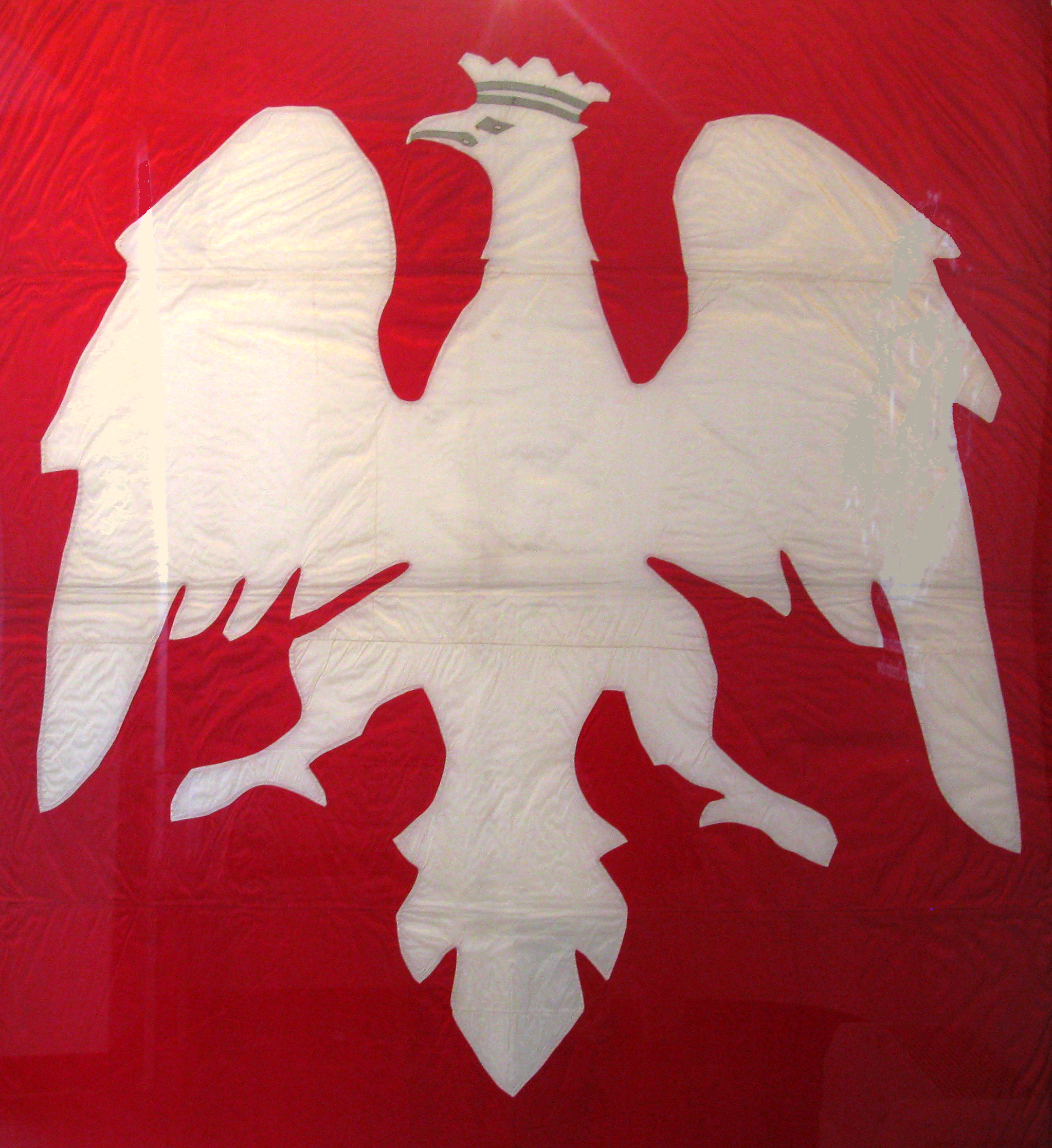
Polska bandera zakupionego przez Zamoyskich i Czartoryskich okrętu „Princess”, który jako „Kiliński” lub „Kościuszko” miał wejść pod brytyjską banderą do walki z Marynarką Wojenną Imperium Rosyjskiego na Morzu Czarnym, okręt skonfiskowała Armada Española pod naciskiem ambasady rosyjskiej

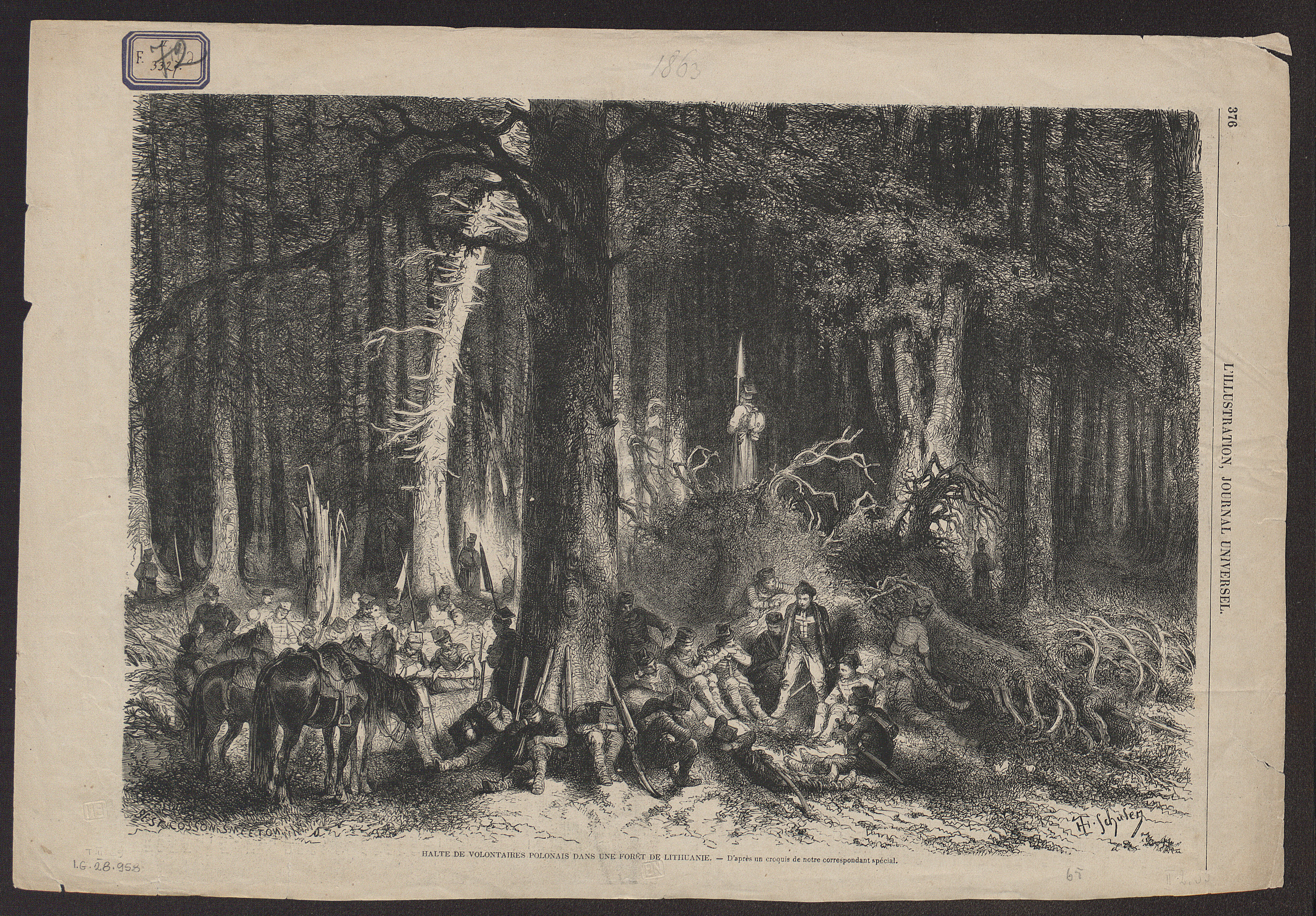
Postój polskich ochotników w lasach Litwy – grafika z francuskiego pisma L’Illustration Journal Universel 1863

Wybuch powstania styczniowego podważył rodzący się sojusz francusko-rosyjski. 29 stycznia 1863 Prusy zmobilizowały nad granicą Królestwa Polskiego 4 korpusy wojska (połowę armii pruskiej). 8 lutego w Petersburgu podpisano rosyjsko-pruską konwencję Alvenslebena, zakładającą udzielanie sobie wzajemnej pomocy przez wojska rosyjskie i pruskie (na życzenie drugiej strony) w tłumieniu polskiego powstania. Cesarz Francji Napoleon III Bonaparte potraktował to zbliżenie jako zerwanie porozumień rosyjsko-francuskich. Zwrócił się do cara Aleksandra II z odręcznym pismem, w którym zażądał przywrócenia Królestwu Polskiemu statusu konstytucyjnego z 1815. O poparcie swych starań zwrócił się do ambasadora brytyjskiego. Jednocześnie za pośrednictwem cesarzowej Eugenii nawiązał negocjacje z ambasadorem austriackim Richardem Klemensem, księciem von Metternich-Winneburg. Zaproponował mu odbudowanie Polski pod berłem jednego z habsburskich arcyksiążąt. Austria odzyskałaby wtedy Śląsk i hegemonię w Niemczech, Włochy Wenecję, Francja zagarnęłaby lewy brzeg Renu.
Władze rosyjskie zaleciły Francji niewtrącanie się w kwestię polską, o ile życzy sobie ona zachować przyjaźń z Rosją. Rządy brytyjski i austriacki wyrażały gotowość dyplomatycznego popierania sprawy polskiej bez uciekania się do wojny. 15 lutego 1863 Napoleon III powiadomił przywódcę
Hôtelu Lambert ks. Władysława Czartoryskiego, że powstanie polskie powinno trwać, bowiem sprawa polska staje się europejską. To skłoniło 16 lutego stronnictwo białych do poparcia insurekcji.
We Francji powstańcy zyskali sympatię środowisk katolickich, liberalno-masońskich, socjalistycznych. Zbierano składki na rzecz powstania, sprawa polska stała się jednym z tematów agitacji przedwyborczej w zmaganiach rządu francuskiego z opozycją. Uliczne wystąpienia antyrosyjskie tłumiła francuska policja.
Londyńscy demokraci zorganizowali wyprawę morską na pomoc polskim powstańcom. W nocy z 21 marca na 22 marca 1863 wyruszył z Londynu wynajęty parowiec Ward Jackson, wiozący na pokładzie 185 ochotników różnej narodowości, 2 działa, tysiące karabinów. Organizatorami wyprawy byli Giuseppe Mazzini, Aleksander Hercen, Nikołaj Piotrowicz Ogariow, w Danii wszedł na pokład Michaił Bakunin. Wywiad rosyjski był o wszystkim od początku poinformowany, Flota Bałtycka postawiona została w stan pogotowia. Rząd szwedzki pod naciskiem Rosji internował statek w porcie Malmö.
W brytyjskiej Izbie Gmin, parlamencie włoskim w Turynie, nawet w Sejmie pruskim w Berlinie w czasie debat przeważały głosy przychylne dla sprawy polskiej, nie łączyło się to jednak z podejmowaniem konkretnych działań tych państw.
Wspólny nacisk mocarstw spowodował, że już na początku marca 1863 Otto von Bismarck i Aleksander Gorczakow zrezygnowali ze stosowania zapisów konwencji Alvenslebena. 17 kwietnia tego roku Wielka Brytania, Francja i Austria wystąpiły równocześnie z notami w sprawie polskiej w Sankt Petersburgu. Dyplomacji francuskiej udało się skłonić państwa-sygnatariuszy traktatów wiedeńskich do podobnego wystąpienia. Swoje noty wysłały: Szwecja, Dania, Królestwo Niderlandów, Hiszpania i Portugalia. Podobnie postąpiły Włochy i Imperium Osmańskie.
Rząd Narodowy dekretem z 15 maja 1863 roku powołał Agencję Główną w Paryżu, organ władz koordynujący powstańczą działalność dyplomatyczną na arenie międzynarodowej, kierowany przez księcia Władysława Czartoryskiego.
Trzy mocarstwa przedstawiły 17 i 18 czerwca wspólny plan uregulowania kwestii polskiej. Tzw. sześć punktów, zakładało: amnestię, przedstawicielstwo narodowe, polską administrację, sądownictwo i szkolnictwo, swobodę wyznaniową, praworządny system poboru do wojska. Dla przeprowadzenia tych postulatów mocarstwa proponowały zwołanie kongresu sygnatariuszy traktatów wiedeńskich, a na czas jego trwania zamierzały narzucić stronom zawieszenie broni. Rząd Narodowy (Karola Majewskiego) zastrzegł, że postulaty te powinny być rozciągnięte także na ziemie zabrane, a nadzór nad wykonywaniem tych postanowień powinien być sprawowany przez międzynarodową komisję kontrolną.
Odrzucając to ultimatum Rosja ryzykowała wybuch wojny z koalicją brytyjsko-francusko-austriacką. Mimo to car odrzucił te warunki 7 lipca 1863. Osamotniona przez swych sprzymierzeńców Francja 7 sierpnia podjęła decyzję o niewszczynaniu działań zbrojnych przeciwko Imperium Rosyjskiemu.
Jeszcze 5 listopada 1863 Napoleon III postulował zwołanie konferencji międzynarodowej w związku z sytuacją w Polsce. W 1864 po wybuchu wojny o Szlezwik Austria ostatecznie powróciła do sojuszu państw zaborczych. 12 lutego 1864 roku francuski Senat i brytyjska Izba Gmin oddaliły żądania by uznać polskich powstańców za stronę wojującą. 29 lutego tego roku władze austriackie proklamowały w Galicji stan oblężenia. 8 marca w Paryżu zawarto układ polsko-węgierski o jednoczesnych powstaniach zbrojnych przeciwko Austrii. Parafowali go: gen. György Klapka i Józef Ordęga. Romuald Traugutt zatwierdził go 7 kwietnia.
Dla stanów Unii w Ameryce Północnej pogrążonych w wojnie secesyjnej wybuch powstania styczniowego oznaczał odsunięcie groźby interwencji Francji i Wielkiej Brytanii po stronie Skonfederowanych Stanów Ameryki. Dyplomaci unii odcięli się od wspólnego wystąpienia francusko-austriacko-brytyjskiego w sprawie polskiej, popierając we wszystkim liberalną Rosję przeciwko reakcyjnej, katolickiej i despotycznej Polsce. Jesienią 1863 do Nowego Jorku i San Francisco przybyła Marynarka Wojenna Imperium Rosyjskiego, by ukryć się przed możliwą blokadą na Morzu Bałtyckim i by móc zagrozić brytyjskim szlakom komunikacyjnym.
Papiestwo reprezentowane przez papieża Piusa IX potępiło wybuch powstania styczniowego, o czym został poinformowany w czasie audiencji 28 stycznia 1863 r. Ludwik Orpiszewski, wysłannik Władysława Czartoryskiego emisariusza dyplomatycznego Rządu Narodowego. Brak jest oficjalnego przemówienia tronowego papieża z 24 kwietnia 1864 r., Przytaczane są natomiast trzy jego wersje, wszystkie trzy wydrukowane w gazetach różnych kierunków. Różnią się one znacznie między sobą. We wszystkich protestuje papież przeciw prześladowaniu Kościoła katolickiego przez Rosję. Lecz w pierwszej jest mowa o „sprawiedliwym powstaniu w Polsce”. W drugiej (tzw. kardynalskiej) o „nierozważnym powstaniu”... W trzeciej (jezuickiej) o „niesprawiedliwym buncie” (ingiusta ribellione), który car miał prawo poskromić. Z pewnością jednym z powodów takich zmian były wahania Watykanu co do kierunku jego polityki zagranicznej, próby powtórnego porozumienia się z caratem. Wersja jezuicka wywołała wiele szumu. Uznano ją za potępienie Polski przez papieża. Niektóre gazety francuskie, a także krakowski „Czas” zaprzeczyły autentyczności tej wersji. Wiedziano jednakże, że „Civilta Cattolica” drukowała się pod kontrolą Antonellego (inni twierdzili, że sam papież przeprowadzał jej korekty).

## Upadek powstania i jego skutki

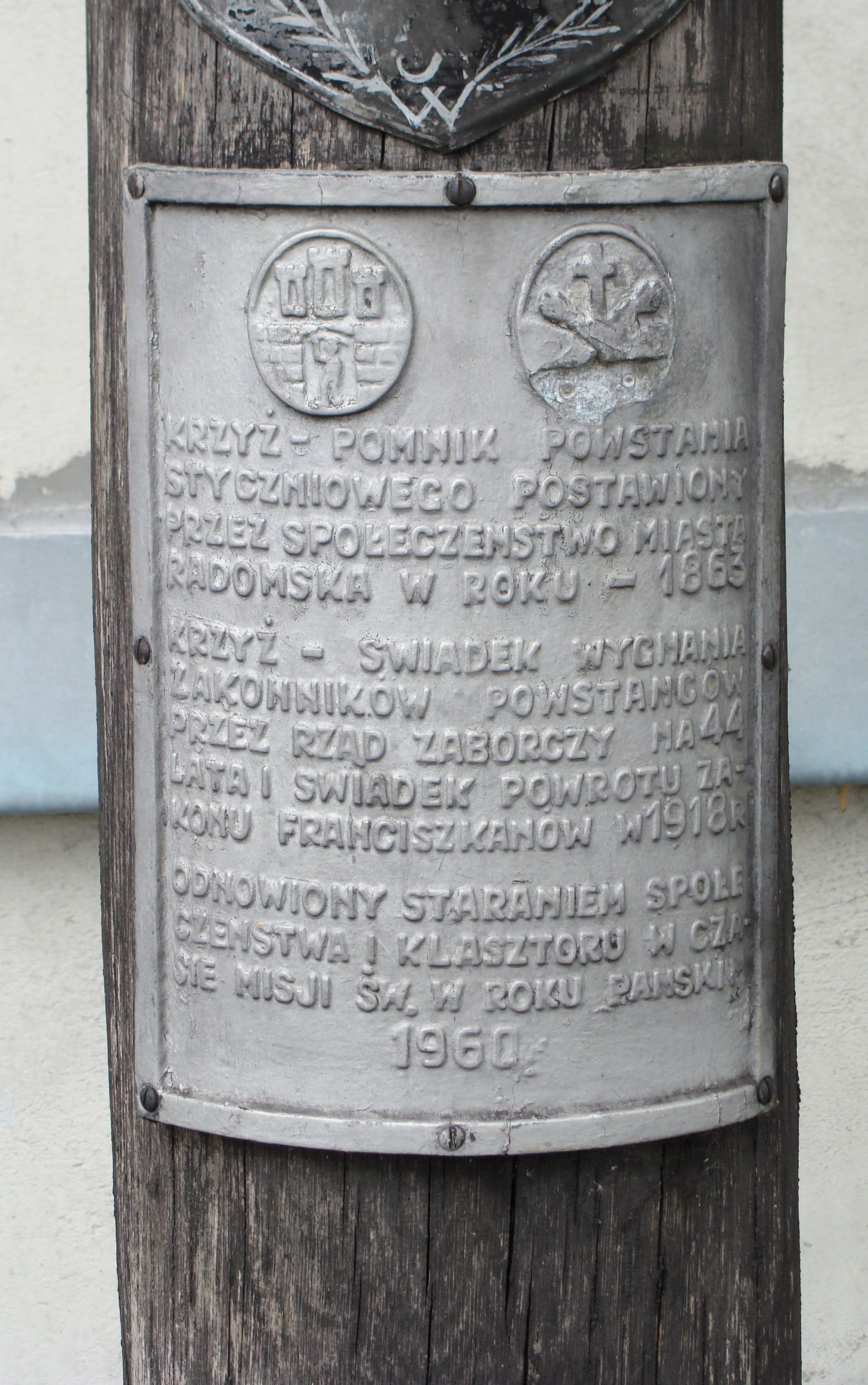
Świadectwo wygnania Franciszkanów z klasztoru w Radomsku za pomoc powstańcom

Powstanie objęło całe Królestwo Polskie, znaczną część Litwy oraz Wołynia; powstanie trwało ponad rok. 21 lutego 1864 r. udało się Rosjanom rozbić w bitwie pod Opatowem polskie oddziały z Gór Świętokrzyskich, dowodzone przez Ludwika Topora-Zwierzdowskiego, a także partie operujące na Podlasiu. Do kwietnia walczyło zgrupowanie Józefa Hauke-Bosaka, a w Lubelskiem działał jeszcze, wycofawszy się z Grodzieńszczyzny oddział dzielny, którym dowodził Walery Wróblewski. W Poznańskiem i w Galicji sformowały się nowe siły, lecz nie były one w stanie wejść do walki ze względu na ścisłe obstawienie granic przez wojska pruskie i austriackie. Najdłużej, bo do grudnia 1864 r., walczył oddział powstańczy księdza generała Stanisława Brzóski na Podlasiu, który podczas powstania brał udział w bitwach pod Siemiatyczami, Woskrzenicami, Gręzówką, Włodawą, Sławatyczami i Fajsławicami. Był to również ostatni oddział Powstania Styczniowego. Ksiądz Brzóska po ujęciu został powieszony w Sokołowie Podlaskim.
Po początkowych sukcesach organizacyjnych, także wojskowych, powstańcy zaczęli jednak ulegać przeważającym siłom rosyjskim. Traugutt starał się wciągnąć do walk ludność chłopską, głosząc hasło działania „z ludem i przez lud”. Faktycznie udział chłopów w oddziałach partyzanckich znacznie wtedy wzrósł, lecz opuścili je po ogłoszeniu 2 marca 1864 r. carskiego dekretu o uwłaszczeniu i przyznaniu chłopom na własność użytkowaną przez nich ziemię.
Powstanie ze względu na znaczną dysproporcję sił stron walczących przybrało formę wojny partyzanckiej. Stoczono 1229 rozproszonych potyczek i mniejszych bitew, w tym 956 w Kongresówce, 236 na Litwie, pozostałe na Białorusi i Ukrainie (według oficjalnych źródeł rosyjskich miało miejsce 631 bitew i potyczek, w tym w 1863 r. – 547, a w 1864 r. – 84). Oddziały polskie unikały walnej bitwy, która mogła się zakończyć totalną porażką powstania. W wojskach powstańczych służyło łącznie ok. 200 tysięcy ludzi, jednak jednocześnie w walkach brało udział ok. 30 tysięcy żołnierzy.
Za najmłodszego powstańca styczniowego uznaje się Ludwika Ruscha, a najmłodszego powstańca zesłanego na Syberię Feliksa Wiktora Riedla.
Straty polskie wyniosły około 10-20 tys. powstańców (źródła rosyjskie mówią o liczbie do 30 tys.), jednak są to tylko liczby szacunkowe. Straty rosyjskie wyniosły ogółem 4,5 tys. (zabitych, rannych i zaginionych), w tym 3343 w Królestwie Polskim (826 zabitych, 2169 rannych, 348 zaginionych). Historycy polscy szacują jednak straty rosyjskie na ok. 10 tys..
Nie nadeszła żadna pomoc z zagranicy, na jaką liczono, zwłaszcza od Francji. Mocarstwa zachodnie poprzestały na wydawaniu bardzo ogólnych deklaracji dyplomatycznych, uważając polską insurekcję za wewnętrzną sprawę Imperium Rosyjskiego.
Działalność rosyjskich komisji śledczych doprowadziła wkrótce do rozbicia organizacji powstańczej. 5 sierpnia 1864 na stokach Cytadeli Warszawskiej zostali powieszeni członkowie władz Rządu Narodowego: Romuald Traugutt, Roman Żuliński, Józef Toczyski, Rafał Krajewski i Jan Jeziorański.
Ludność złożyła 589 adresów wiernopoddańczych z 104 726 podpisami. Szlachta podpisała 13 adresów (3220 podpisów), chłopi i koloniści 257 (31 137 podpisów), mieszczanie i Żydzi 308 (69 645 podpisów), duchowieństwo 8 (568 podpisów).
Rosjanie rozpoczęli represje natychmiast po stłumieniu powstania, wiele tysięcy ludzi ich wprowadzenie kosztowało życie. Powstańcy ginęli podczas potyczek lub zostali zamordowani przez wojska rosyjskie (np. w dniu 23 grudnia 1863 r. – stracenie Z. Chmieleńskiego w Radomiu). Około 20-25 tys. uczestników walk zesłano na Syberię. Władze rosyjskie przystąpiły też do wzmożonej rusyfikacji społeczeństwa polskiego, mającej na celu upodobnienie Kongresówki do innych prowincji Imperium Rosyjskiego. W 1867 zniesiono całkowicie autonomię Królestwa Polskiego, nazywanego odtąd Krajem Nadwiślańskim.
Szczególnie krwawo Rosjanie rozprawili się z powstaniem na Litwie, którą terroryzowały egzekucje generał-gubernatora Michaiła Murawjowa „Wieszatiela”. Rozstrzelano bądź powieszono 700 osób, ok. 40 tys. wysyłano etapami na katorgę na Syberię. Skonfiskowano 1660 majątków szlacheckich, oddając je na licytację lub obdarowując nimi oficerów rosyjskich. W ramach represji miastom, które czynnie popierały powstanie odbierano prawa miejskie, powodując ich upadek. Skasowano też wszystkie klasztory w Królestwie, które były głównymi ośrodkami polskiego oporu.
Epilogiem tego zrywu narodowego był wybuch powstania zabajkalskiego w czerwcu 1866, zorganizowanego przez polskich zesłańców.
Po upadku Powstania Styczniowego carat rozpoczął kampanię na rzecz „eliminacji polskich wpływów” w Kraju Północno-Zachodnim (Białoruś i Litwa) i w Kraju Południowo-Zachodnim (Ukraina). Car Aleksander II podjął działania zmierzające do rusyfikacji Podola, Wołynia i Kijowszczyzny i pozbycia się z niej wpływów polskich poprzez doprowadzenie do zmniejszenia liczby polskich majątków ziemskich, zwolnienie z pracy urzędników wyznania rzymskokatolickiego, przyspieszenie procesu zamykania klasztorów i kościołów rzymskokatolickich, zamknięcia szkół polskich, wprowadzenie specjalnych obciążeń podatkowych dla Polaków. Plan tej kampanii składał się z wielu elementów i w całości został zrealizowany. Polski ruch narodowy na Białorusi, Litwie i Ukrainie został poważnie nadszarpnięty, a Rosja zwiększyła swoje wpływy (politycznie, kulturowo, religijnie i ekonomicznie). Przygotowując kadry nauczycieli i drobnych urzędników do rusyfikacji Białorusinów, Litwinów i Ukraińców, władze rosyjskie wykształciły w sposób niezamierzony kadry litewskich, białoruskich i (w mniejszym stopniu) ukraińskich działaczy narodowych.
Stefan Kieniewicz, autor fundamentalnej monografii powstania styczniowego w stulecie jego wybuchu tak oceniał jego długofalowe skutki:
Bosak ujmował rzecz jeszcze wyraźniej: „Zachowajmy ten urok [Rządu Narodowego] tym nowym 5 milionom Polaków, których my stworzyli i tym samym dzieło nasze i ojczyznę uratujemy! Teraz już Polska, ojczyzna nasza, nigdy nie zginie! Teraz – są Polacy! Nowych 5 milionów! A więc Polska jest i będzie”. Rozumiemy, że w chwili klęski czerwoni działacze w stwierdzeniach takich szukali pokrzepienia i usprawiedliwienia. Co nas zdumiewa dzisiaj, po stu latach, to jak dalece trafna okazała się prognoza Haukego.
Sądząc z pozoru, po klęsce powstania sprawa polska dosięgła dna. Autonomia Królestwa uległa likwidacji, język polski wyrugowano ze szkół i urzędów, zamknięto Szkołę Główną. Ze sprawą polską przestano się liczyć na arenie międzynarodowej. Luminarze społeczeństwa polskiego, niezależnie od swych przekonań politycznych publicznie odrzekali się dążenia do niepodległości.
Tak rzecz się miała w pierwszym dziesięcioleciu po powstaniu. W perspektywie lat stu historia przedstawia się inaczej. Naród podźwignął się z klęski wyjątkowo szybko. W ostatnich trzech dekadach XIX w. nastąpił w Królestwie Polskim gwałtowny skok demograficzny, niemniej potężny wzrost produkcji przemysłowej, wzrost urbanizacji, podniesienie się stopy życiowej. Tym gospodarczym procesom towarzyszył bujny rozwój czasopiśmiennictwa, literatury pięknej, teatru, malarstwa. Co zaś szczególnie ważne: na przekór rusyfikacyjnej polityce Hurki i Apuchtina na wsi zaczęło się szerzyć czytelnictwo polskie. U podłoża procesów tych leżały różne przyczyny; wszystkie razem świadczyły o jednym: o wyjątkowo szybkim postępie Królestwa na drodze kapitalistycznego rozwoju. Zaś podstawową przesłanką tego rozwoju był radykalny charakter reformy uwłaszczeniowej ogłoszonej w 1864 roku.
Zapowiedzi Bosaka zaczęły sprawdzać się mniej więcej w ćwierć wieku po upadku powstania. Wówczas w Królestwie Polskim okazało się już nie 5, ale blisko 7 mln Polaków, uświadomionych narodowo w stopniu znacznie wyższym, aniżeli w 1863 r. Masowy udział robotników i chłopów w ruchach rewolucyjnych i niepodległościowych, poczynając od przełomu XIX i XX w. umożliwił wznowienie walki o niepodległość, w zmienionych teraz na korzyść warunkach politycznych.
Wtedy też, w dziesięcioleciu, które poprzedza I wojnę światową, ożywa znowu w pamięci zbiorowej wspomnienie 63 roku. Nie zanikło ono i przedtem, pielęgnowała je emigracja, przypominali rocznice powstania skupieni głównie we Lwowie weterani. Ujejski i Asnyk w poezji, Sowiński w dramacie, Kraszewski-Bolesławita w powieści, Grottger w mistrzowskiej, plastycznej syntezie bronili czci pokonanego ruchu. Pod zaborem rosyjskim literatura i sztuka milczały na ten temat. A jednak co drugi pamiętnik ludzi zrodzonych nazajutrz po klęsce, mniejsza o to, w jakim środowisku: wielkopańskim, inteligenckim, chłopskim, robotniczym, a także niemieckim, żydowskim – co drugi pamiętnik świadczy, że tradycja powstania w ukryciu jednak trwała. Dwie największe powieści polskie, poświęcone drugiej połowie XIX wieku: „Lalka” i „Nad Niemnem” biorą jako punkt wyjścia powstanie styczniowe.
„Pożary wstaną z popiołów” – przepowiedział w „Ostatniej strofie” Ujejski. Zapowiadała je literatura piękna pierwszych lat XX w. : „Gloria victis”, „Wierna rzeka”, „Kryjaki”. Zapowiadała też historiografia pod piórem Limanowskiego, Grabca i Tokarza. Trzeba też zwrócić uwagę, iż Żeromski, Strug, Daniłowski nie idealizowali powstania en bloc, wręcz przeciwnie: ukazywali jego sprzeczność wewnętrzną, z błędów popełnionych przed pół wiekiem wyprowadzali naukę na dzień dzisiejszy. Pokolenie wchodzące w życie w dobie I wojny światowej czerpało ze styczniowych tradycji nie tylko lekcję patriotyzmu, ale i lekcję radykalizmu społecznego.

## Weterani powstania

### Powstańcy styczniowi w Meksyku
Po upadku powstania styczniowego część powstańców wzięła udział we francuskiej interwencji w Meksyku. Polacy służyli tam w dwóch osobnych zgrupowaniach w Austriackim Korpusie Ochotniczym, oraz we francuskiej Legii Cudzoziemskiej.
W przypadku Austriackiego Korpusu Ochotniczego uczestnikom wyprawy do Meksyku obiecywano przydział ziemi i gospodarstw rolnych. Miało to nastąpić w przypadku zwycięstwa, co jednak nie nastąpiło. Na dworze meksykańskim rozważano plan stworzenia przy Austriackim Korpusie Ochotniczym osobnego polskiego legionu, złożonego z internowanych w Austrii uczestników powstania styczniowego, do czego ostatecznie jednak nie doszło.
Rekrutacja ochotników rozpoczęła się w czerwcu 1864 r. Ogółem zgłosiło się 8620 ochotników, w tym 945 Polaków. Akcję agitacyjną za wstąpieniem do korpusu prowadzono między innymi wśród internowanych przez Austriaków powstańców styczniowych w Ołomuńcu, Königgrätz, Igławie i Teltsch. W ten sposób Austriacy próbowali rozwiązać problem organizacyjno-finansowy internowanych uczestników powstania styczniowego, których liczba w 1864 ciągle wzrastała. Internowanym obiecywano wyjście na wolność, wysoki żołd, przygody wojskowe w egzotycznym kraju, awanse, a przede wszystkim możliwość otrzymania gospodarstwa rolnego. Ogółem na 945 Polaków, którzy się zgłosili było 541 uczestników powstania styczniowego, oraz 404 Polaków z Galicji. Ostatecznie do wyjazdu Meksyku przygotowano 840 Polaków, w tym 541 powstańców styczniowych i 299 Polaków z Galicji. Polaków przydzielono do różnych formacji: 470 służyło w piechocie, 353 w ułanach, 17 w artylerii i formacjach inżynieryjnych. Ostatecznie do Meksyku dotarło i uczestniczyło w działaniach wojennych 824 ochotników polskich. Liczebność Austriackiego Korpusu Ochotniczego ocenia się na 7000 do 7600 żołnierzy.
Druga jednostka wojskowa walcząca w Meksyku, w której służyli byli powstańcy styczniowi, to francuska Legia Cudzoziemska. Ogółem w szeregach Legii Cudzoziemskiej walczyło w Meksyku około 4000 żołnierzy. Wśród legionistów znalazło się 169 Polaków. Ocenia się, że między 89 a 95 legionistów walczyło w powstaniu styczniowym.

### Towarzystwo Wzajemnej Pomocy Uczestników Powstania 1863/1864
W roku 1887 z inicjatywy byłego powstańca Józefa Kajetana Janowskiego (sekretarza stanu Rady Narodowej, członka Komitetu Centralnego Narodowego) i Ignacego Kurniewicza powołano pierwsze towarzystwo weteranów powstania we Lwowie. Jego pierwszym prezesem został Karol Widman. W skład pierwszego zarządu weszli m.in.: Zygmunt Kieszkowski, Jan Wewiórski, Henryk hrabia Skarbek, Arnold Zamorski, ks. Jan Poliński. Sekretarzem towarzystwa był Edward Webersfeld. Od r. 1888 w zarządzie znaleźli się m.in.: Antoni Jaksa-Chamiec, Leon Syroczyński, dr Bogusław Longchamps. Honorowymi członkami zaś byli: Adam Stanisław Sapieha, ks. abp Isakowicz, dr B. Radziszewski. Wówczas też zatwierdzono pierwszy statut towarzystwa. W roku 1904 prezesurę objął poseł lwowskiego Sejmu Krajowego – Józef hrabia Męciński. Nadrzędnym celem lwowskiego, jak i kolejnych oddziałów TWPUP (które powstawały w kolejnych latach zarówno w Galicji, jak i w Królestwie Polskim) była pomoc materialna żyjącym weteranom powstania. W roku 1902 w 42 oddziałach (delegacjach) towarzystwa na terenie samej tylko Galicji zrzeszonych było 860 członków (w tym 180 wspierających).
Towarzystwo sfinansowało kwaterę Łyczakowską powstańców – tzw. „Górkę powstańców”, gdzie przez lata chowano zmarłych weteranów. W roku 1893 utworzono też dzięki lwowianom m.in. krakowskie Przytulisko Uczestników Powstania z roku 1863/1864, które najpierw mieściło się w krakowskim schronisku Brata Alberta, a od r. 1895 w podkrakowskim Zwierzyńcu. W 1901 roku Towarzystwo zakupiło dom przy ul. Biskupiej 16 gdzie przeniesiono Przytulisko. Mieszkający w nim weterani oprócz utrzymania otrzymywali umundurowanie, bieliznę i opranie. Zdrowsi i silniejsi pracowali m.in. pilnując Muzeum Narodowego czy nadzorowali cmentarz. Za te prace Towarzystwo otrzymywało od Rady miasta i Muzeum Narodowego stałą subwencję.

### Weterani powstania po odzyskaniu niepodległości. II Rzeczpospolita

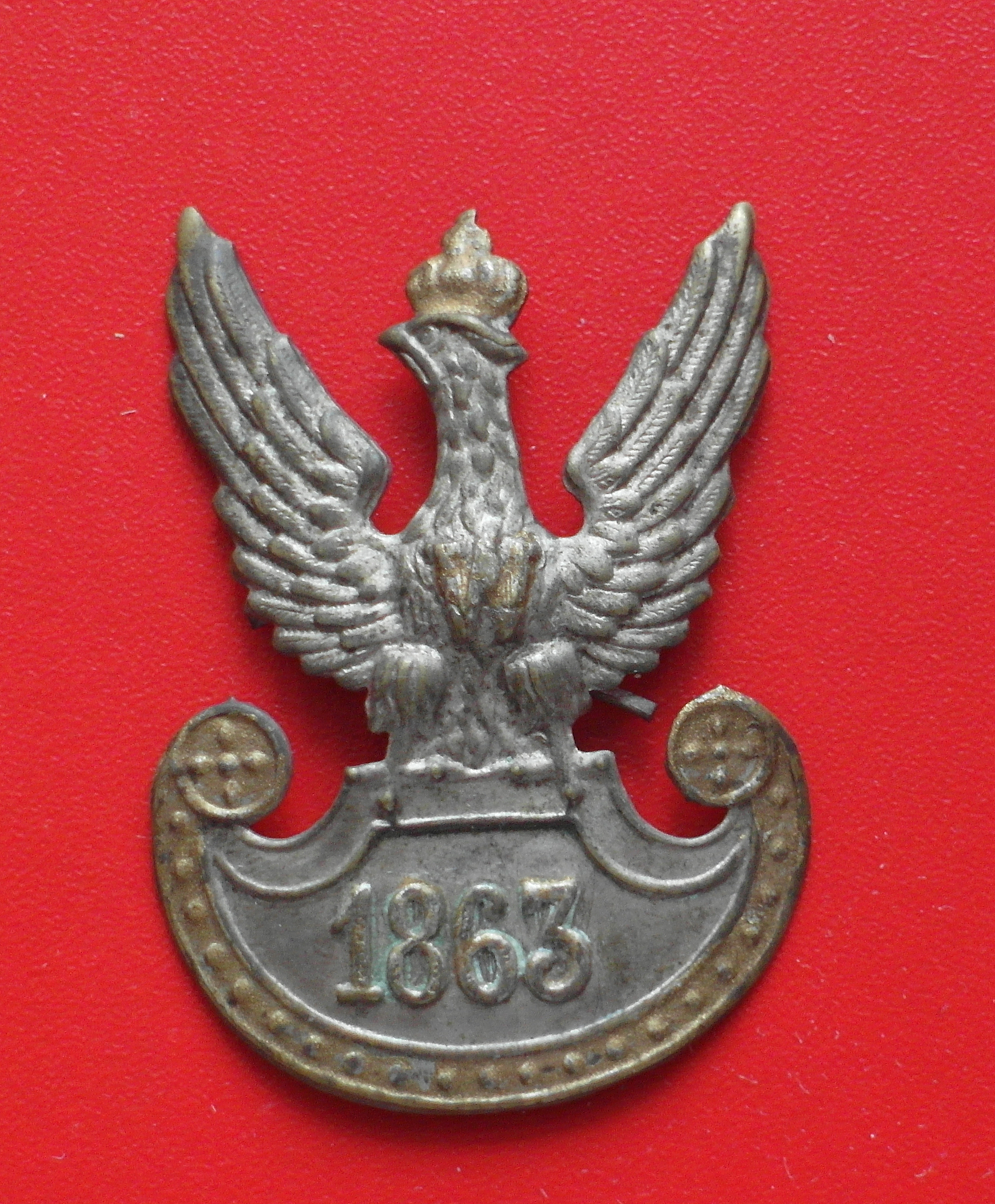
Orzełek weterana powstania styczniowego

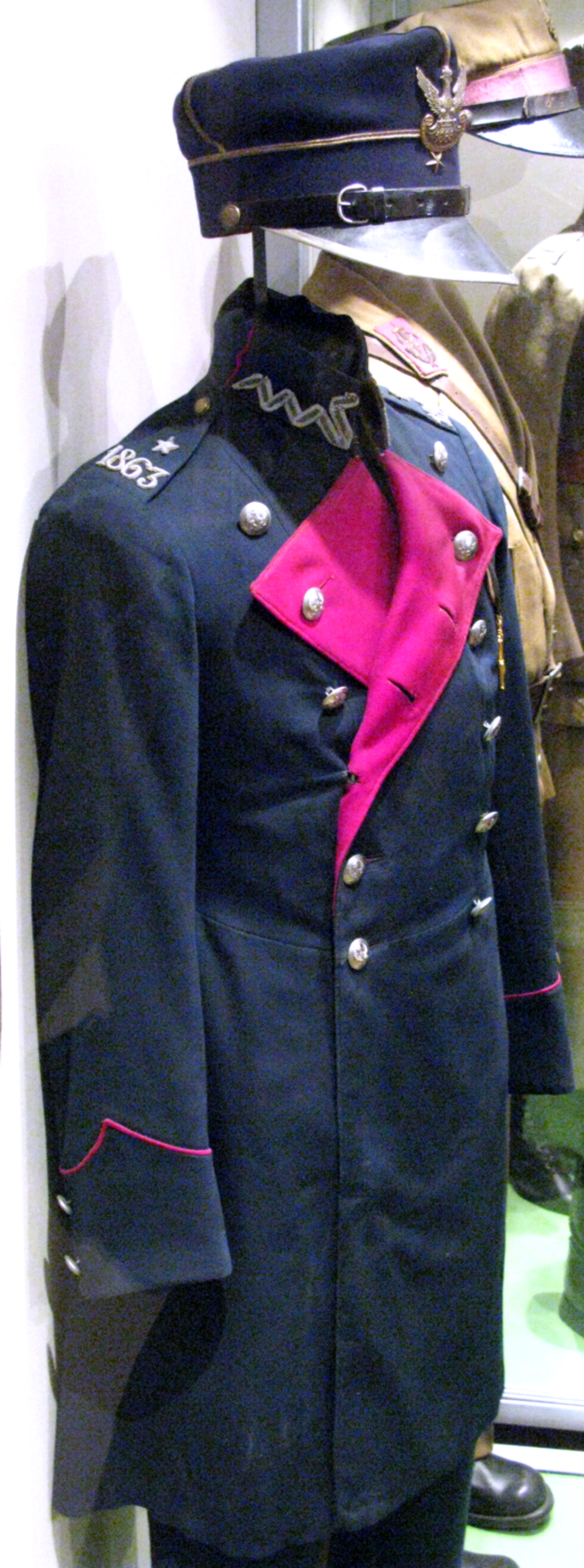
Mundur weterana powstania styczniowego w II Rzeczypospolitej

21 stycznia 1919 roku Józef Piłsudski wydał rozkaz specjalny, na mocy którego weterani powstania styczniowego uzyskali uprawnienia żołnierzy Wojska Polskiego. Mieli prawo do stałej pensji państwowej, noszenia specjalnych fioletowych mundurów i cieszyli się szczególnym szacunkiem społecznym. Rozpoznawano ich wtedy na ulicy po czapkach rogatywkach ozdabianych srebrnym orłem lub biało-czerwoną kokardą, która podczas walk stała się ich najbardziej typowym atrybutem. Specjalna komisja przyznała w grudniu 1919 prawa weteranów 3644 osobom.
Ustawą z 18 grudnia 1919 r. weteranom powstania styczniowego (a także powstania listopadowego i Wiosny Ludów) nadano honorowy stopień podporucznika, a tym, którzy legitymowali się wyższym stopniem oficerskim przyznanym podczas powstania, potwierdzono odpowiedni wyższy stopień.
Na warszawskiej Pradze uruchomiono dla nich specjalne, wzorowo prowadzone, schronisko św. Teresy. Sześćdziesiąt lat po wybuchu powstania żyło jeszcze 1970 weteranów, w roku 1924 – 1791, w roku 1928 – 1350, a w roku 1932 – 386. 22 stycznia 1933 podczas uroczystych obchodów 70. rocznicy żyło ich jeszcze 258. W 1938 żyło już tylko 52 weteranów; w obchodzonych wówczas uroczystościach 75. rocznicy powstania wzięło bezpośredni udział szesnastu z nich. Według oficjalnych danych na początku 1939 w 76. rocznicę powstania żyło nadal 36 ostatnich weteranów powstania, w tym trzy kobiety. Najdłużej żyjącym weteranem był Feliks Bartczuk, który zmarł w 1946.
W latach 1933-38 założono z inicjatywy Towarzystwa Przyjaciół Weteranów 1863 r. kwaterę weteranów Powstania Styczniowego na Cmentarzu Wojskowym w Warszawie. Na murze oddzielającym cmentarz od strony wschodniej umieszczono 212 tabliczek z nazwiskami uczestników powstania, zmarłych w więzieniach carskich w kraju i na obczyźnie. W kwaterze, składającej się z czterech rzędów, spoczywa 68 (w tym 8 nieznanych) weteranów powstania 1863 r. Już u schyłku lat dziewięćdziesiątych XIX w. z inicjatywy Towarzystwa Wzajemnej Pomocy uczestników Powstania Polskiego z roku 1863/64 kwaterę powstańców styczniowych wydzielono na Cmentarzu Łyczakowskim we Lwowie.

### Odznaczenia

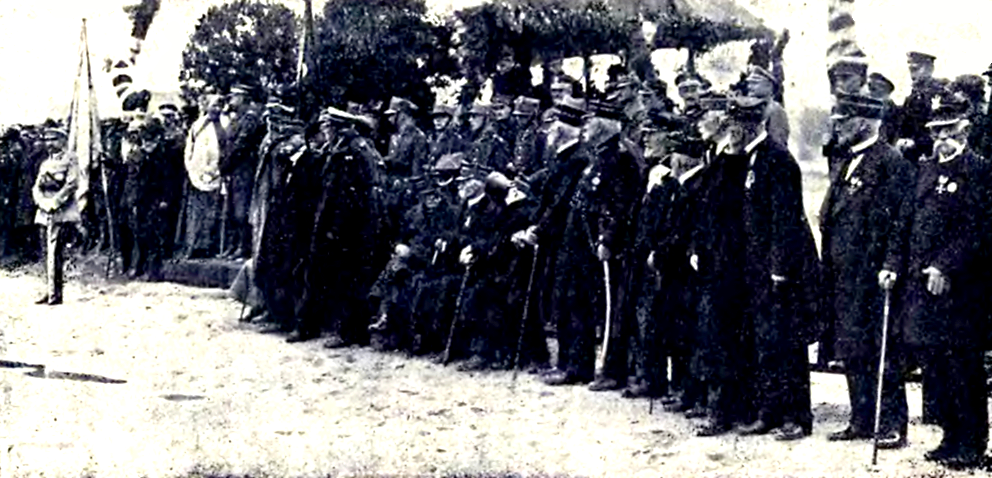
Nadanie Orderów Virtuti Militari żyjącym weteranom powstania styczniowego przez Naczelnika Państwa Józefa Piłsudskiego na stokach Cytadeli Warszawskiej 5 sierpnia 1921

W czasie trwania powstania styczniowego nie było ustanowionego odgórnego systemu odznaczania wyróżniających się powstańców. Zdarzało się jednak, że w niektórych oddziałach, lokalnie stosowano nieformalny system odznaczania. Coś takiego miało miejsce w oddziale Dionizego Czachowskiego. Do powstania miało trafić 100 srebrnych medalików do noszenia na szyi lub piersi, udzielonych przez papieża Piusa IX z zupełnym odpustem. Medaliki miały być rozdane wśród najbardziej odznaczających się powstańców we wszystkich oddziałach powstańczych. Dziewięć takich odznak, trafiło i zostało rozdanych w oddziale Czachowskiego.
Sformalizowany system odznaczania powstańców styczniowych nastąpił dopiero po odzyskaniu przez Polskę niepodległości. Pierwszego uroczystego odznaczenia dokonano 5 sierpnia 1921 w rocznicę śmierci Romualda Traugutta na stokach Cytadeli. Zasłużonych powstańców udekorowano wtedy trzema różnymi rodzajami odznaczeń:
- 16 osób za czyny wojenne otrzymało Order Virtuti Militari kl. V
- 16 osób za czyny wojenne otrzymało Krzyż Walecznych
- 10 osób za pracę w Rządzie Narodowym otrzymało Order Odrodzenia Polski. (3 osoby kl. II, 3 osoby kl. III i 4 osoby kl. IV )

Kwestię dalszych odznaczeń, zarówno wojskowych jak i cywilnych ustalił Minister Spraw Wojskowych rozkazem z 15.02.1923, którym powołał do życia Komisję Odznaczeń dla weteranów powstania narodowego 1863 roku. Na wniosek Komisji 28 weteranów odznaczonych zostało Orderem Odrodzenia Polski za zasługi obywatelskie, 41 weteranów otrzymało order Virtuti Militari, a 168 Krzyż Walecznych za czyny bojowe w okresie powstań narodowych.
Prezydent RP Ignacy Mościcki dekretem z 29 października 1930 r. ustanowił trzystopniowe odznaczenie wojskowe: Krzyż niepodległości z Mieczami, Krzyż Niepodległości i Medal Niepodległości. Ze względu na sędziwy wiek powstańców to powstańcy styczniowi zostali pierwszą grupą, która została odznaczona. Ogółem odznaczono 468 weteranów w tym: 366 weteranów otrzymało Krzyże Niepodległości z Mieczami, 50 powstańców otrzymało Krzyże Niepodległości, a 52 Medale Niepodległości. W liczbie odznaczonych Krzyżem Niepodległości z Mieczami mieści się jedno odznaczenie zbiorowe, którym odznaczono poległych i zmarłych uczestników Powstania Styczniowego, jako symbolu ich zasług w walce o niepodległość Polski.
W 1933 roku Komitet Obywatelski Obchodu 70-lecia powstania styczniowego ustanowił odznakę pamiątkową: Krzyż Siedemdziesięciolecia Powstania Styczniowego. Krzyż otrzymali wszyscy żyjący weterani czyli 258 osób. Dodatkowo odznakę otrzymały osoby, które pomagały i opiekowały się weteranami.
3 maja 1936 roku odbyły się w Katowicach uroczystości związane z 15 rocznicą wybuchu III Powstania Śląskiego. Wzięła w nich udział delegacja weteranów z 1863. Tam też Generalny Inspektor Sił Zbrojnych gen. dyw. Edward Rydz-Śmigły przybyłych dziesięciu weteranów 1863 odznaczył Krzyżem na Śląskiej Wstędze Waleczności i Zasługi. Pozostałym żyjącym weteranom odznaczenie miało być przekazane przez przedstawicieli najbliższej grupy Związku Powstańców Śląskich lub najbliższego Zarządu Powiatowego Federacji Polskich Związków Obrony Ojczyzny.
W styczniu 1938 roku z okazji 75 rocznicy wybuchu Powstania Styczniowego prezydent RP odznaczył 50 weteranów i 2 weteranki 1863 Krzyżem Oficerskim Orderu Odrodzenia Polski oraz jedną weterankę Złotym Krzyżem Zasługi.

### Ubiór weteranów
Dnia 9 marca 1920 zostały zatwierdzone tzw. przepisy ubiorcze weteranów z 1863. Ubiór taki składał się z czamary, spodni, płaszcza i czapki.

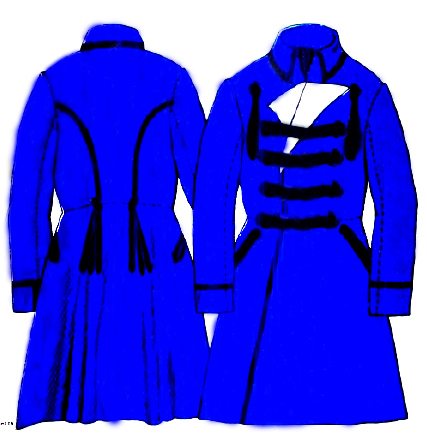
Czamara weterana 1863

Wg przepisów czamara była wykonana z sukna granatowego, sięgająca kolan, bez naramienników, przecięta w pasie, miała poły rozszerzające się ku dołowi, obszerna z tyłu, zapięta na haftki i pętelki z drewnianymi baryłkami; kołnierz miała stojący, wykładany, dwie kieszenie zwrócone ukosem ku tyłowi. Spodnie były długie, zachodzące na buty, wykonane z materiału takiego jak czamara.

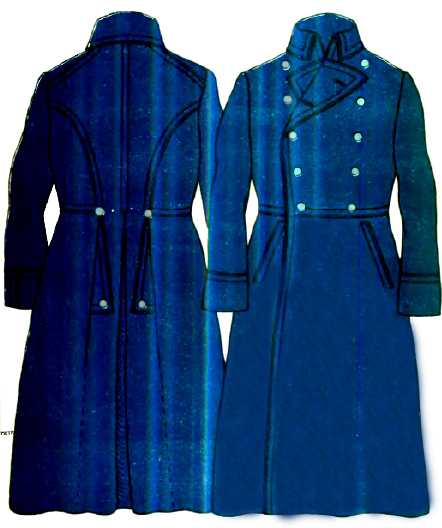
Płaszcz weterana 1863

Płaszcz był wykonany na wzór sukmany z sukna granatowego, bez naramienników, był przecięty w pasie z połami rozszerzającymi się ku dołowi, a z obu stron lekko sfałdowane w trzy fałdy, zapięty z przodu na 10 guzików, naszytych w 2 rzędy biało-metalowych z herbem Polski.

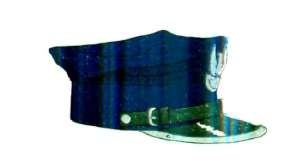
Rogatywka weterana 1863

Czapka była rogata z sukna granatowego, otok takiego samego koloru, daszek ze skóry czarnej lakierowanej; orzełek na czapce wg wzoru wojskowego biało-metalowy, na piersi orła złocona litera „W”, a na tarczy złocona data „1863“.
W maju 1922 zostały zmienione przepisy dotyczące ubioru weteranów, który odtąd składał się z surduta, spodni, płaszcza i czapki.

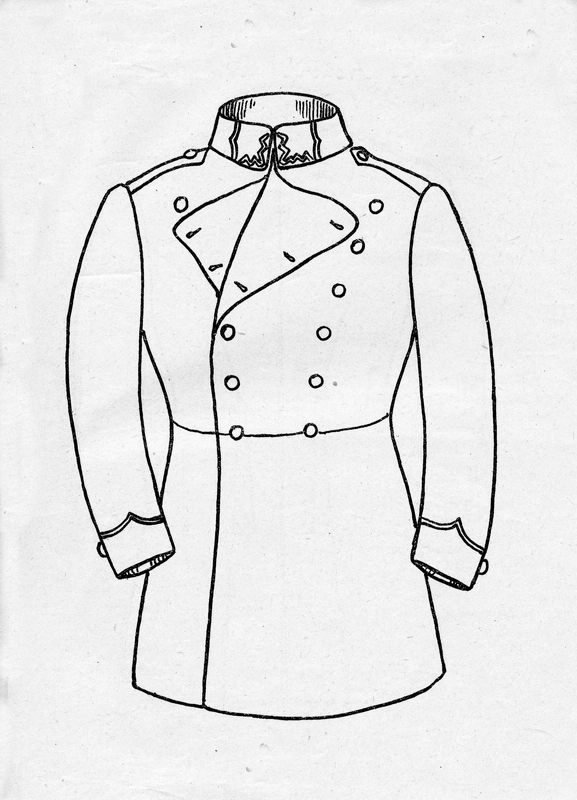
Surdut weterana 1863

Surdut był z sukna granatowego, sięgający do kolan, z naramiennikami, zapinany na dwa rzędy guzików mundurowych, dużych po 6 z każdej strony; z tyłu był rozcięty i posiadał 2 guziki mundurowe i 2 w zakładkach kieszeniowych, wyłogi rękawów obramowane wypustką karmazynową. Spodnie odtąd były z wypustką karmazynową i strzemiączkami. Płaszcz miał być z naramiennikami, jak w surducie, zapinany na dwa rzędy guzików mundurowych, dużych po sześć sztuk w rzędzie.

## Ważniejsze bitwy
- potyczka pod Ciołkowem – 22 stycznia 1863
- bitwa pod Szydłowcem – 22 stycznia 1863
- bitwa pod Lubartowem – 23 stycznia 1863
- Bitwa pod Kurowem (1863) – 24 stycznia 1863
- bitwa pod Węgrowem – 3 lutego 1863
- bitwa pod Rawą – 4 lutego 1863
- bitwa pod Siemiatyczami – 6–7 lutego 1863
- bitwa w Sosnowcu – 6–7 lutego 1863
- bitwa pod Słupczą – 8 lutego 1863
- Bitwa pod Cieplinami – 10 lutego 1863
- Bitwa pod Studzianną – 10 lutego 1863
- bitwa pod Świętym Krzyżem – 12 lutego 1863
- Bitwa pod Iwanowicami – 12-13 lutego 1863
- bitwa pod Miechowem – 17 lutego 1863
- bitwa pod Staszowem – 17 lutego 1863
- bitwa pod Krzywosądzem – 19 lutego 1863
- bitwa pod Nową Wsią – 21 lutego 1863
- bitwa pod Dobrą – 24 lutego 1863
- I bitwa pod Małogoszczem – 24 lutego 1863
- Bitwa pod Pankami – 26 lutego 1863
- bitwa pod Mrzygłodem – 1 marca 1863
- Bitwa pod Bieniszewem – 1 marca 1863
- Bitwa pod Dobrosołowem – 2 marca 1863
- bitwa pod Pieskową Skałą – 4 marca 1863
- bitwa pod Skałą – 5 marca 1863
- bitwa pod Chrobrzem – 17 marca 1863
- Bitwa pod Grochowiskami – 18 marca 1863
- Potyczka pod Potokiem – 20 marca 1863
- bitwa pod Igołomią – 21 marca 1863
- Bitwa pod Olszowym Młynem – 22 marca 1863
- bitwa pod Krasnobrodem – 24 marca 1863
- Bitwa pod Radoszewicami i Kiełczygłowem – 27 marca 1863
- Bitwa pod Białaszewem – 31 marca 1863
- bitwa pod Praszką – 11 kwietnia 1863
- bitwa pod Budą Zaborowską – 14 kwietnia 1863
- bitwa pod Borowymi Młynami – 16 kwietnia 1863
- Bitwa pod Jastrzębną – 19 kwietnia 1863
- bitwa pod Ginietynami – 21 kwietnia 1863
- Bitwa pod Golczowicami – 22 kwietnia 1863
- bitwa pod Wąsoszem – 23 kwietnia 1863
- Bitwa pod Jaworznikiem – 24 kwietnia 1863
- bitwa pod Nową Wsią – 26 kwietnia 1863
- bitwa pod Pyzdrami – 29 kwietnia 1863
- Bitwa pod Brdowem – 29 kwietnia 1863
- bitwa pod Kobylanką – 1, 6 maja 1863
- Bitwa pod Igołomią (maj 1863) – 4 maja 1863
- Bitwa w Podlesiu – 4 maja 1863
- bitwa pod Stokiem – 4/5 maja 1863
- bitwa pod Krzykawką – 5 maja 1863
- Bitwa pod Szycami – 7 maja 1863
- bitwa pod Birżami – 7–9 maja 1863
- I bitwa pod Ignacewem – 8 maja 1863
- bitwa pod Hutą Krzeszowską – 11 maja 1863
- Bitwa pod Miropolem – 16-17 maja 1863
- bitwa pod Horkami – 17, 21, 25 maja 1863
- Bitwa pod Mołożowem – 19 maja 1863
- Bitwa pod Kadyszem – 21 maja 1863
- Bitwa pod Niewieszem – 23 maja 1863
- bitwa pod Sobolewem – 24 maja 1863
- Bitwa pod Koniecpolem (1863) – 25 maja 1863
- bitwa pod Salichą – 26 maja 1863
- I bitwa pod Chruśliną – 30 maja 1863
- Bitwa pod Grochowami – 30 maja 1863
- bitwa pod Nagoszewem – 2–3 czerwca 1863
- II bitwa pod Ignacewem – 9 czerwca 1863
- bitwa pod Lututowem – 15 czerwca 1863
- bitwa pod Komorowem – 20 czerwca 1863
- Bitwa pod Gruszkami – 28 czerwca 1863
- Bitwa na Kozim Rynku – 29 czerwca 1863
- Bitwa pod Radziwiłłowem – 2 lipca 1863
- Bitwa pod Piotrkowicami – 4 lipca 1863
- Bitwa pod Janowem (1863) – 6 lipca 1863
- Bitwa pod Złotym Potokiem – 8 lub 9 lipca 1863
- bitwa pod Ossą – 10 lipca 1863
- Bitwa pod Kostangalią – 15 lipca 1863
- bitwa pod Częstoborowicami – 27 lipca 1863
- II bitwa pod Chruśliną – 4 sierpnia 1863
- bitwa pod Depułtyczami – 5 sierpnia 1863
- bitwa pod Żyrzynem – 8 sierpnia 1863
- Bitwa pod Imbramowicami i w Glanowie – 15 sierpnia 1863
- bitwa pod Złoczewem – 22 sierpnia 1863
- bitwa pod Fajsławicami – 24 sierpnia 1863
- bitwa pod Sędziejowicami – 25 sierpnia 1863
- Bitwa pod Żelazną – 25 sierpnia 1863
- Bitwa pod Sędziejowicami – 26 sierpnia 1863
- Bitwa pod Kruszyną – 29 sierpnia 1863
- bitwa pod Biłgorajem – 2 września 1863
- bitwa pod Panasówką – 3 września 1863
- Bitwa pod Strzelcowizną – 3 września 1863
- bitwa pod Batorzem – 6 września 1863
- II bitwa pod Małogoszczem – 15 września 1863
- II bitwa pod Małogoszczem – 16 września 1863
- Bitwa pod Czarncą – 24 września 1863
- bitwa pod Nowym Stawem – 25 września 1863
- Bitwa pod Skieblewem – 25 września 1863
- bitwa pod Mełchowem – 30 września 1863
- Bitwa pod Wiewcem – 6 października 1863
- Bitwa pod Rybnicą – 20 października 1863
- Bitwa pod Jurkowicami – 21 października 1863
- bitwa pod Czerwonką/Świdnem – 29 października 1863
- Bitwa pod Poryckiem (1863) – 2–3 listopada 1863
- Bitwa pod Strojnowem – 4 listopada 1863
- Bitwa pod Krępą – 6 listopada 1863
- Bitwa pod Żelazną Rządową – 6 listopada 1863
- bitwa pod Rossoszem – 17 listopada 1863
- Bitwa pod Opatowem (1863) – 25 listopada 1863
- bitwa pod Mierzwinem – 5 grudnia 1863
- bitwa pod Hutą Szczeceńską – 9 grudnia 1863
- Bitwa pod Kockiem (1863) – 25 grudnia 1863
- bitwa pod Iłżą – 17 stycznia 1864
- Bitwa pod Lipą – 15 lutego 1864
- Bitwa pod Opatowem (1864) – 21 lutego 1864
- Bitwa w Bebelnie – 28 kwietnia 1864
- Bitwa pod Żeleźnicą – 30 kwietnia 1864

### Zbrodnie rosyjskie dokonane podczas powstania
Zbrodnia w Mołożowie 19 maja 1863 r. Zbrodnia dokonana przez żołnierzy rosyjskich na rannych powstańcach umieszczonych w szpitalu polowym w folwarku Mołożów oraz na cywilnych mieszkańcach Mołożowa.

## Upamiętnienie
Walki żołnierza polskiego w powstaniu styczniowym zostały, po 1990 r., upamiętnione na Grobie Nieznanego Żołnierza w Warszawie napisem na jednej z tablic, „NOC STYCZNIOWA 22/23 I 1863”.
Uchwałą z 3 sierpnia 2012 Senat RP zdecydował o ustanowieniu roku 2013 Rokiem Powstania Styczniowego.
Wiele Szkół w Polsce przyjęło za patrona Powstańców Styczniowych m.in.: Szkoła Podstawowa w Smardzewie (gmina Sochocin), Szkoła Podstawowa w Zwoleniu (gmina Gostynin).

## Powstanie w kulturze

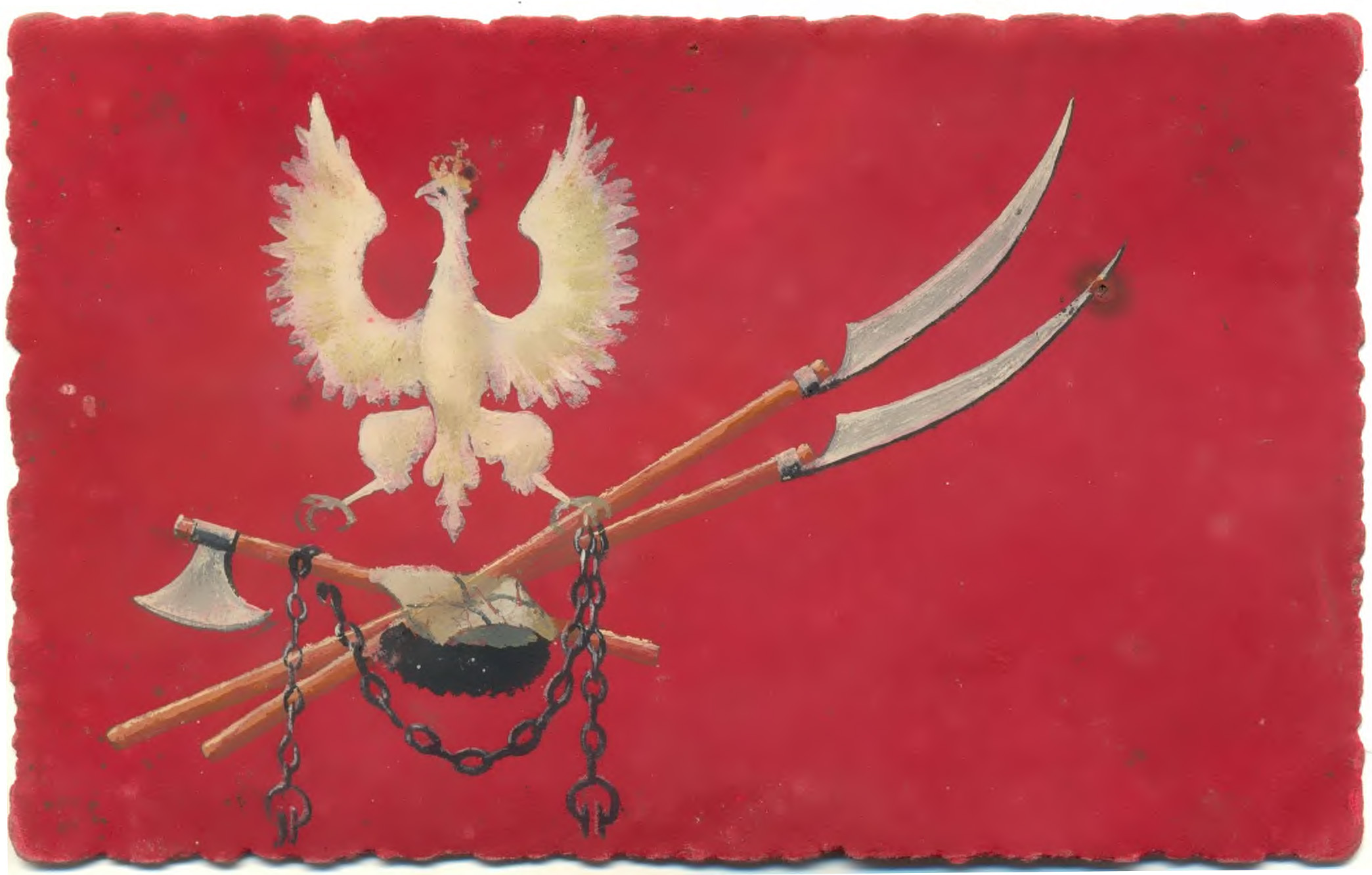
Pocztówka z ok. 1910 roku, przedstawiająca elementy patriotyczne i symbolizujące powstanie styczniowe – Orzeł Biały, kosy postawione na sztorc, rogatywka, topór i kajdany

W czasie i po upadku powstania noszono powszechnie tzw. biżuterię patriotyczną, czarną biżuterię. Były to m.in.: krzyżyki, obrączki, pierścionki, broszki, klamry, spinki do mankietów i krawatów wykonane z tanich materiałów, na przykład z patynowanego na czarno (oksydowanego) żelaza, ołowiu z włosów ludzkich lub włosia końskiego, drewna. Zawierała znaki symbolizujące wierność Polaków "Bogu i Ojczyźnie", powszechnie noszone były żeliwne krzyżyki różnej wielkości z datami dziennymi manifestacji. Dodatkowo korale noszono w taki sposób, by ich wiązanie przypominało pętlę. Kobietom zalecano noszenie czarnych sukni z białymi elementami, mężczyźni nosili czarne surduty. Starano się też manifestować skromność, dając tym samym do zrozumienia, że prawdziwi patrioci powinni przekazywać kosztowności na rzecz powstania. Złoto zastąpiła biżuteria wykonywana z lawy wulkanicznej, rogu, czarno oksydowanego srebra czy stali. W metal oprawiano czarne kamienie: gagat, onyks, szlifowane czarne szkło, ebonit, heban, czernione drewno. Później stosowano również czarno emaliowane srebro np. łączone z perłami.
Powstanie pozostawiło trwały ślad w polskiej literaturze. Jest jednym z głównych motywów ważnych powieści Nad Niemnem Elizy Orzeszkowej, Wierna rzeka Stefana Żeromskiego, Pożary i zgliszcza Marii Rodziewiczównej, a w literaturze współczesnej powieści i opowiadań Władysława Terleckiego. Ślady powstania można znaleźć także w wielu utworach literatury polskiej XIX i XX wieku, np.: Noce i dnie Marii Dąbrowskiej, Lalka Bolesława Prusa, Fortepian Szopena Cypriana Kamila Norwida.
W sztukach plastycznych słynne stały się zwłaszcza cykle Polonia i Lithuania autorstwa Artura Grottgera oraz jego dyptyk Pożegnanie i Powitanie powstańca, a także obrazy Jana Matejki – Polonia – Rok 1863, jak również Patrol powstańczy Maksymiliana Gierymskiego.
W muzyce elementy patriotyczne można znaleźć w operze Stanisława Moniuszki Straszny dwór.
W rękopisie powieści Juliusza Verne’a Dwadzieścia tysięcy mil podmorskiej żeglugi jeden z głównych bohaterów, kapitan Nemo był Polakiem, powstańcem styczniowym zesłanym na Syberię, który pragnął pomścić śmierć rodziny wskutek rosyjskich represji po powstaniu styczniowym, zatapiając statki rosyjskiej floty handlowej. Wydawca ze względu na dobro stosunków francusko-rosyjskich zasugerował mu jednak zmianę – w Tajemniczej wyspie kapitan okazuje się być Hindusem.

## Wpływ doświadczeń z powstania na organizację armii szwajcarskiej
Pułkownik armii szwajcarskiej Franz L. von Erlach (1819-1889) od marca do sierpnia 1863 przebywał wśród powstańców, obserwując walki powstańcze na polecenie swoich władz. Uważał, że doświadczenia z wojny partyzanckiej w Polsce mogą być przydatne w obronie Szwajcarii. W 1866 wydał książkę, która w 1919 została wydana po polsku „Partyzantka w Polsce w r. 1863 : w świetle własnych obserwacji, zebranych na teatrze walki od marca do sierpnia 1863 roku”.